# 1926
1926 (MCMXXVI) byl rok, který dle gregoriánského kalendáře započal pátkem.

## Události

### Československo
- 22. února až 18. května – pražský soud v řadě procesů odsoudil několik skupin žhářů a podvodníků z okolí Městce Králové (Kamilov,[1][2] Sloveč, Velké Výkleky,[3] Běrunice, Lovčice,[4][5] Dlouhopolsko,[6] Hradčany (Nová Báň)[7][8] aj.), řádově desítky lidí, kteří v předchozích letech v úmyslu vylákat pojistné plnění zapalovali nebo nechali zapalovat vlastní nemovitosti.
- 5. března – při rozvozu ručních granátů z muničního skladu v Hostivicích na vojenské posádky v Praze koňským povozem došlo v Truhlářské ulici na Starém Městě před domem č. 12 k výbuchu, při kterém zahynuli dva vojáci a 69 lidí bylo zraněno, z toho šest těžce.[9]
- 18. března – Prezidentem Masarykem jmenována 8. československá vláda republiky (druhá úřednická vláda) po odchodu sociálních demokratů a národních socialistů z vlády vedené agrárníky.[10]
- 9. května – V Československu se odehrál historicky první ragbyový zápas. Moravská Slavia porazila 31:17 AFK Žižka Brno.
- 2. červen – v Brně se konalo první mezinárodní utkání v ragby na území Československa. Slavia Brno v něm hrála nerozhodně s mužstvem Wiener Amateure 12:12.
- založen hokejový klub Mountfield HK.
- založen házenkářský klub HC Zubří.
- 12. října jmenoval na pražském hradě prezident republiky Tomáš Garrigue Masaryk 9. československou (3. Švehlovu) vládu, která ukončila období úřednického kabinetu dr. Jana Černého.
- 28. října – položen základní kámen betlémské kaple v Plzni.

### Svět
- 26. leden – Nejnižší teplota v historii na severní polokouli (−71 °C) padla ve vesnici Ojmjakon v SSSR
- 2. květen – Jim Corbett ulovil lidožravého levharta z Rudraprayagu
- 12. květen – posádka vzducholodi Norge byla první, která prokazatelně dosáhla severního pólu
- založení Učené společnosti Šafaříkovy v Bratislavě
- Nacionalistický puč v Portugalsku
- Brazílie a Německo se stali členy Společnosti národů
- Benito Mussolini vyhlašuje fašistickou diktaturu s vládou jedné strany
- Paříž první televizní přenos
- Turecko upustilo od islámského kalendáře

## Vědy a umění
- 16. únor – V Brně se uskutečnila premiéra Janáčkova Concertina (Ilona Štěpánová-Kurzová)
- 21. březen – V Obecním domě v Praze provedla Ilona Štěpánová-Kurzová s Českou filharmonií pod vedením Václava Talicha v premiéře Prokofjevův třetí klavírní koncert C dur
- 1. duben – Československý rozhlas vysílal v poledne první časové znamení, trvalo 15 sekund
- 2. květen – první společné vystoupení Spejbla a Hurvínka
- 11. listopad – První české provedení opery Albana Berga Vojcek v Praze. Premiéru dirigoval Otakar Ostrčil a měla obrovský úspěch.
- Československý rozhlas zahájil pravidelné vysílání
- první pokusy s využitím tepelné energie oceánů
- U firmy Siemens vznikl čtvercový volič, který se stal základem mnoha systémů mnoha telefonních ústředen.
- V pevnosti Josefov u Jaroměře byly zahájeny první turistické prohlídky v podzemí a to v oblasti tzv. Dolíku.

## Nobelova cena
- Nobelova cena za fyziku – Jean Baptiste Perrin problematika diskontinuitní struktury látek
- Nobelova cena za fyziologii a lékařství – Johannes Fibiger za objev experimentálně vyvolaného nádorového bujení
- Nobelova cena za chemii – Theodor Svedberg za práce o dispergovaných soustavách
- Nobelova cena za literaturu – Grazia Deleddaová (Itálie)
- Nobelova cena za mír – Gustav Stresemann a Aristide Briand za úsilí o evropské porozumění

## Narození

### Česko

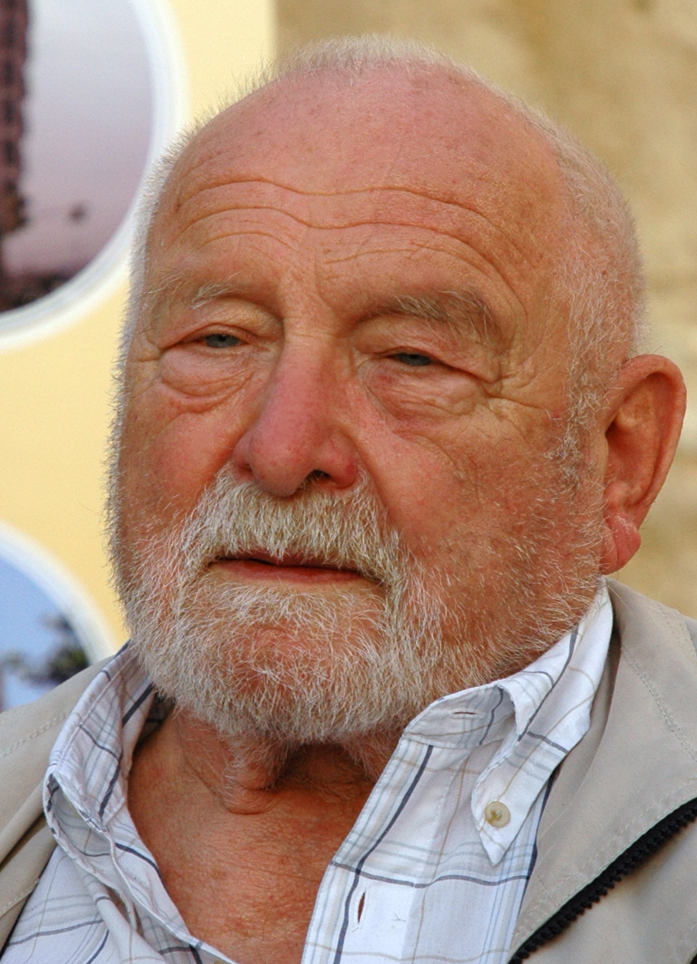
Olbram Zoubek (* 21. duben)

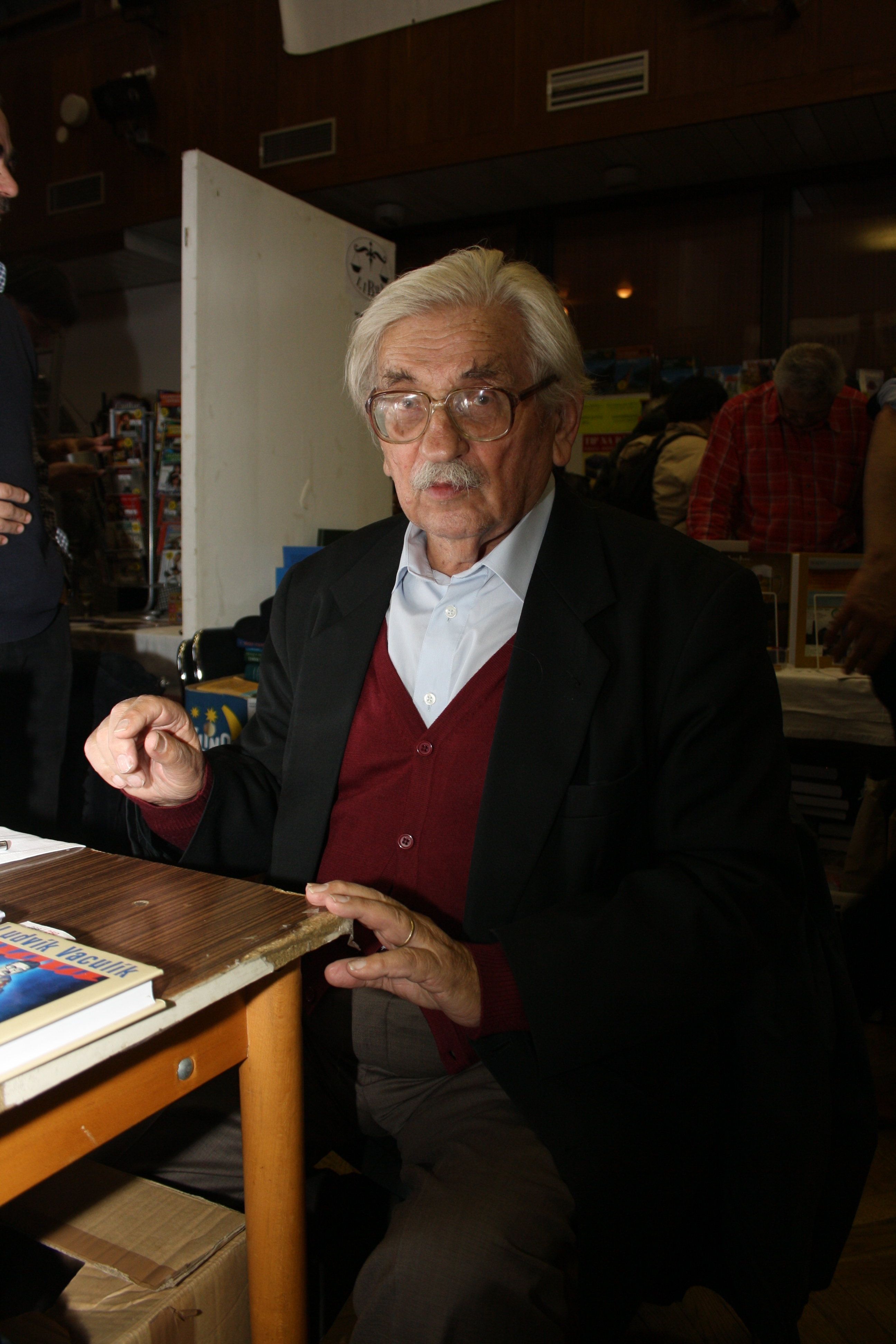
Ludvík Vaculík (* 23. červenec)

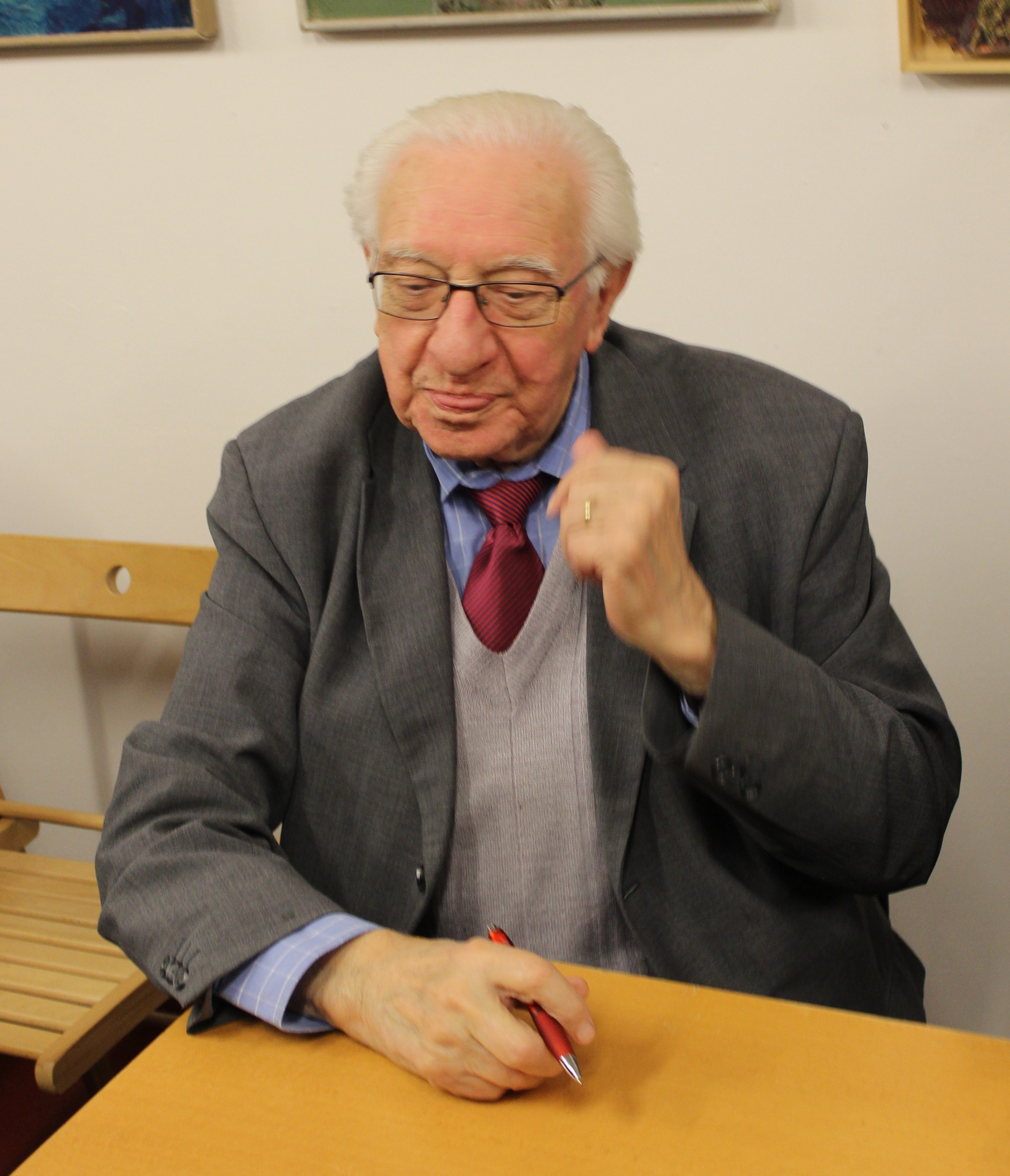
Gustav Oplustil (* 2. srpen)

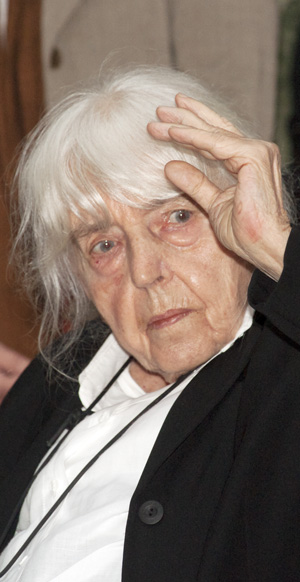
Adriena Šimotová (* 6. srpen)

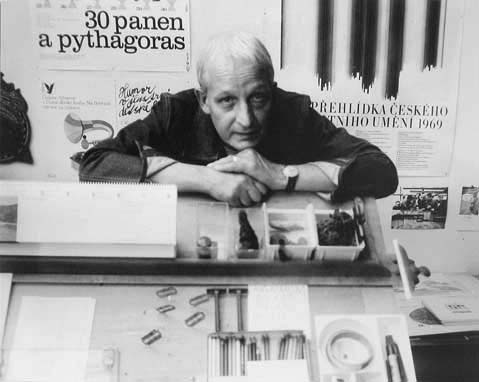
Miloš Noll (* 11. srpen)

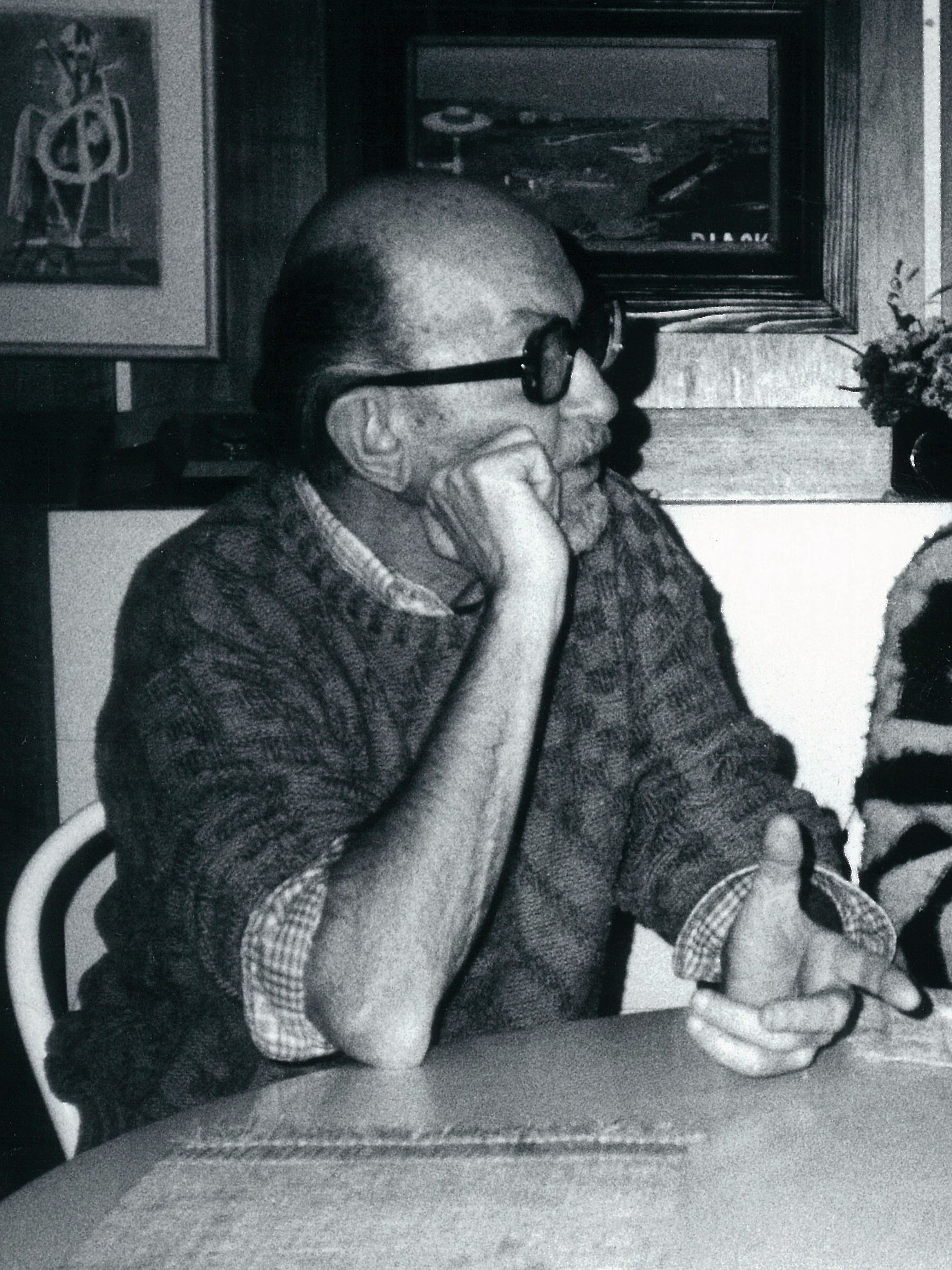
Miloš Macourek (* 2. prosinec)

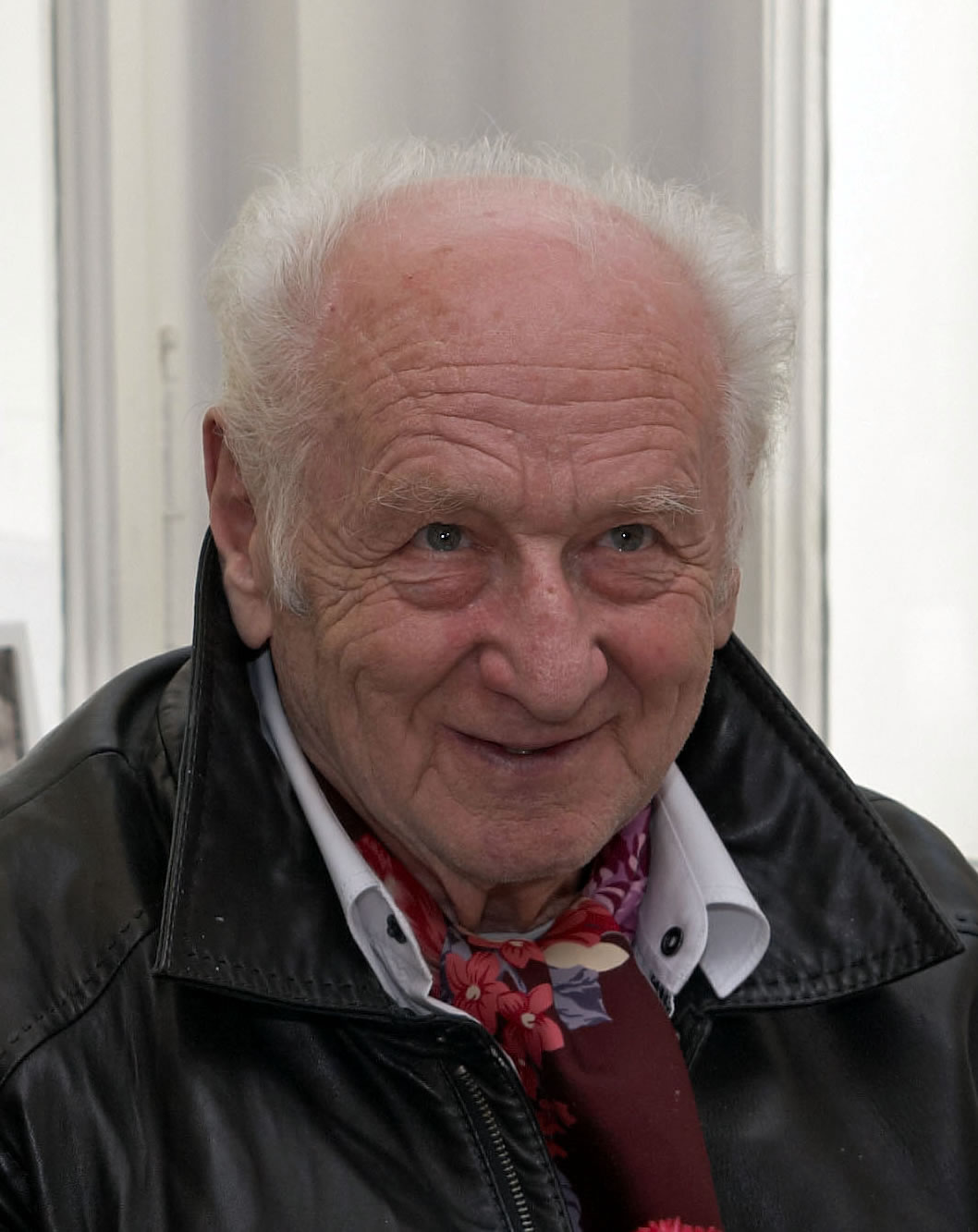
Arnošt Lustig (* 21. prosinec)

- 1. ledna – Václav Bubník, československý hokejový reprezentant († 27. března 1990)
- 4. ledna – Milan Mach, herec († 20. května 1995)
- 10. ledna – Jan Kocourek, biochemik, vysokoškolský pedagog a politik
- 12. ledna – Slavomír Bartoň, československý hokejový reprezentant († 16. ledna 2004)
- 17. ledna – Vladislav Martinek, lesnický entomolog († 8. dubna 2005)
- 18. ledna – Ivo Mrázek, basketbalový hráč a trenér († 5. dubna 2019)
- 22. ledna – Ota Hemele, československý fotbalový reprezentant († 31. května 2001)
- 24. ledna – Herta Huber, německá spisovatelka († 8. dubna 2018)
- 29. ledna
  - Hynek Hlasivec, stavbař, mostař († 11. července 2011)
  - Jiří Stano, spisovatel († 4. března 2017)
- 3. února – Josef Jirka, československý hokejový reprezentant, politický vězeň († 11. prosince 2000)
- 4. února
  - Jaroslav Hájek, matematik († 10. června 1974)
  - Jan Lužný, šlechtitel a expert na zahradnictví († 29. ledna 2013)
- 6. února
  - Jan Jelínek, antropolog († 3. října 2004)
  - Václav Fischer, textař a spisovatel († 15. července 2013)
- 7. února – Jaroslav Pitner, hokejový trenér reprezentace († 20. března 2009)
- 16. února
  - Ivan Karel, oftalmolog
  - Ivan Hojar, herec († 1. prosince 1997)
- 17. února – Jaroslav Machovec, odborník v oboru biotechnika zeleně, sadovnictví a květinářství († 17. července 2013)
- 21. února
  - František Černý, teatrolog a historik († 12. června 2010)
  - Bohumil Švarc, herec a rozhlasový hlasatel († 1. dubna 2013)
- 23. února – Miroslav Rada, malíř († 16. března 2017)
- 28. února – Oldřich Zábrodský, československý hokejový reprezentant († 22. září 2015)
- 3. března
  - Jiří Hanzálek, sochař a malíř († 2. března 2012)
  - Karel Texel, divadelní režisér, dramatik a básník († 5. srpna 2002)
- 6. března – Miroslav Klega, hudební skladatel a pedagog († 25. června 1993)
- 7. března – Jiří Dadák, československý závodník v hodu kladivem († 6. března 2014)
- 9. března – Milan Křížek, hudební skladatel, violista a hudební pedagog († 15. února 2018)
- 10. března – Dagmar Hochová, fotografka († 16. dubna 2012)
- 13. března
  - Hugo Engelhart, lékař a bývalý politický vězeň († 10. září 2022)
  - Jaroslav Jirásek, ekonom
- 14. března – Eduard Landa, malíř regionu Podorlicka († 7. dubna 2006)
- 15. března – Ludmila Freiová, spisovatelka († 12. října 2014)
- 17. března – Svatopluk Skládal, herec († 2. dubna 1992)
- 21. března – Karel Bedřich Absolon, chirurg († 2. října 2009)
- 22. března
  - Ivo Babuška, matematik a stavební inženýr († 12. dubna 2023)
  - Jan Němeček, kameraman († 6. července 2004)
- 27. března – Jaroslava Skleničková, pamětnice vyhlazení Lidic a spisovatelka († 27. září 2024)
- 30. března – Naděžda Chmelařová, herečka († 1. prosince 2016)
- 2. dubna
  - Jiří Adamíra, herec († 14. srpna 1993)
  - Miroslav Liberda, právník († 7. ledna 1998)
- 4. dubna – Zdenka Procházková, herečka a konferenciérka († 25. srpna 2021)
- 6. dubna – Jehuda Bauer, izraelský historik († 18. října 2024)
- 7. dubna – Miroslav Fiedler, matematik († 20. listopadu 2015)
- 8. dubna – Ladislav Pavlovič, československý fotbalový reprezentant († 28. ledna 2013)
- 11. dubna – Leo Sotorník, československý gymnasta, olympionik († 14. března 1998)
- 13. dubna – Pavel Peška, ústavní právník († 15. července 2013)
- 14. dubna – František Daniel, česko-americký filmař († 29. března 1996)
- 21. dubna – Olbram Zoubek, sochař († 15. června 2017)
- 24. dubna
  - Jiří Kosina, hudební skladatel a sbormistr († 5. července 2000)
  - Ladislav Lis, politik († 18. března 2000)
- 26. dubna – Oldřich František Korte, hudební skladatel, klavírista, publicista a fotograf († 10. září 2014)
- 27. dubna – Bedřiška Wižďálková – historička, vědecká pracovnice Národní knihovny v oboru vzácných tisků († 27. června 2006)
- 7. května – Jaroslav Kurzweil, matematik († 17. března 2022)
- 10. května – František Bartoš, motocyklový závodník († 21. ledna 1987)
- 13. května – František Vacovský, československý hokejový reprezentant († 23. září 2016)
- 14. května
  - Ivan Sedliský, malíř a grafik († 19. března 1999)
  - Čestmír Gregor, hudební skladatel, teoretik a publicista († 2. března 2011)

- 15. května – Ivan Měrka, violoncellista, hudební historik a pedagog († 17. září 2020)

- 16. května
  - Vlastimil Pokorný, československý fotbalový reprezentant († 21. května 1997)
  - Jaromír Homolka, historik umění († 28. května 2017)
- 17. května – Ludvík Souček, spisovatel science fiction a literatury faktu († 26. prosince 1978)
- 21. května
  - Pavel Preiss, historik umění († 18. prosince 2023)
  - Svatopluk Hrnčíř, spisovatel († 4. září 2014)
- 27. května – Petr Sgall, jazykovědec († 28. května 2019)
- 28. května
  - Karel Richter, herec († 5. srpna 2022)
  - Věnceslav Patrovský, chemik a záhadolog († 12. října 2000)
- 29. května – Václav Šimon, urolog
- 30. května
  - Jaromír Kincl, profesor Právnické fakulty Univerzity Karlovy († 15. dubna 1993)
  - Zdeněk Dienstbier, lékař, onkolog († 22. května 2012)
- 31. května – Jan Trojan, muzikolog, rozhlasový redaktor a pedagog († 26. ledna 2015)
- 1. června – Josef Šulc, herec († 25. ledna 1970)
- 4. června – Ivo Žídek, operní pěvec († 20. května 2003)
- 8. června – Dušan Cvek, lékař a básník († 26. května 2013)
- 10. června – Jaroslav Slípka, histolog a embryolog († 24. července 2013)
- 13. června
  - Ladislav Bumba, politický vězeň komunistického režimu († 11. února 2009)
  - Jan Bureš, český neurovědec světového významu († 24. srpna 2012)
- 18. června – Břetislav Holakovský, sochař a medailer († 29. července 2018)
- 19. června
  - Josef Nesvadba, lékař a spisovatel († 26. dubna 2005)
  - Jiří Ješ, novinář a publicista († 20. července 2011)
- 26. června – Karel Kosík, filosof, historik a sociolog († 21. února 2003)
- 1. července – Jan Valášek, filmový režisér, scenárista a herec († 27. ledna 1968)
- 7. července
  - Kamil Sedláček, tibetolog a komparativní sinotibetský jazykovědec († 17. října 2011)
  - Zdeněk Malý, československý volejbalový reprezentant († 9. března 2010)
- 9. července – Jaroslav Bejček, výtvarník († 17. září 1986)
- 10. července – Jiřina Táborská, literární historička a literární teoretička († 14. září 2004)
- 14. července – Bohumil Gregor, dirigent († 4. listopadu 2005)
- 16. července – Jan Hlaváč, chemik († 21. března 2018)
- 23. července – Ludvík Vaculík, spisovatel († 6. června 2015)
- 24. července – Zdeněk Kluzák, pedagog, mykolog a spisovatel († 2003)
- 2. srpna – Gustav Oplustil, scenárista a příležitostný herec († 21. října 2022)
- 6. srpna – Adriena Šimotová, malířka, grafička a sochařka († 19. května 2014)
- 8. srpna
  - Jiří Levý, literární teoretik a historik († 17. ledna 1967)
  - Jaromír Bažant, hobojista, klavírista a hudební skladatel († 2. května 2009)
- 11. srpna – Miloš Noll, malíř, grafik, ilustrátor, scénograf a filmový scenárista († 24. července 1998)
- 16. srpna – Miloš Pick, ekonom a publicista († 30. října 2011)
- 21. srpna – Pavel Brázda, výtvarník († 17. prosince 2017)
- 23. srpna – Jaroslav Šajn, sochař († 23. dubna 1995)
- 26. srpna – Otto Schück, lékař, odborník na nefrologii
- 28. srpna
  - Arnošt Černík, horolezec a spisovatel († 31. května 1970)
  - Richard Mořic Belcredi, šlechtic a diplomat († 20. prosince 2015)
- 30. srpna
  - Jaroslav Vrchotka, historik a bibliograf († 20. srpna 2013)
  - Pravoslav Sovák, švýcarský malíř a grafik († 10. června 2022)
  - Josef Klempera, prozaik a autor odborné a naučné literatury († 19. července 2011)
- 2. září – Josef Petr Ondok, katolický kněz, spisovatel a vědec († 19. srpna 2003)
- 5. září – Sonja Sázavská, herečka a režisérka († 28. srpna 2013)
- 10. září – Ladislav Adamec, předseda vlády Československé socialistické republiky († 14. dubna 2007)
- 11. září – Miroslav Smyčka, operní pěvec-barytonista a esperantista († 25. dubna 2017)
- 17. září – Ladislav Karoušek, výtvarník († 22. března 1991)
- 20. září – Alexandr Ort, historik a politolog († 14. června 2014)
- 24. září – Alena Munková, novinářka a publicistka a scenáristka († 14. dubna 2008)
- 25. září – Miroslav Sígl, publicista a spisovatel († 5. prosince 2012)
- 28. září – Václav Halíř, operní pěvec († 22. března 1999)
- 29. září – Karel Cerman, horolezec († 12. března 2013)
- 5. října – Miloslav Pokorný, československý hokejový reprezentant († 8. listopadu 1948)
- 7. října
  - Ivan Jirko, psychiatr, dramaturg opery Národního divadla a hudební skladatel († 20. srpna 1978)
  - Jana Dítětová, herečka († 9. listopadu 1991)
- 12. října – Eliška Misáková, sportovní gymnastka, zlato na OH 1948 († 14. srpna 1948)
- 14. října – Karel Bříza, kněz, hudební skladatel, varhaník a varhanář († 9. prosince 2001)
- 25. října
  - Jimmy Heath, americký saxofonista († 19. ledna 2020)
  - Galina Višněvskaja, ruská operní pěvkyně († 11. prosince 2012)
  - Bo Carpelan, finskošvédský spisovatel († 11. února 2011)
- 26. října – Zbyněk Zbyslav Stránský, muzeolog a vysokoškolský pedagog († 21. ledna 2016)
- 29. října
  - Antonín Bartoněk, filolog († 30. května 2016)
  - Vladimír Ptáček, herec a scenárista († 5. prosince 1985)
- 31. října – Jaroslav Kudrna, historik, filosof a jazykovědec († 21. března 1996)
- 1. listopadu – Václav Šprungl, malíř a grafik († 18. ledna 1993)
- 3. listopadu – Mikuláš Medek, malíř († 23. srpna 1974)
- 5. listopadu – Karel Tomáš, československý fotbalový reprezentant († 7. prosince 2014)
- 8. listopadu – Josef Koukl, biskup litoměřický († 22. května 2010)
- 10. listopadu – Jeroným Zajíček, skladatel, hudební vědec a pedagog († 5. října 2007)
- 11. listopadu – Josef Kšica starší, sbormistr, pedagog a hudební skladatel († 25. září 2001)
- 13. listopadu – Věra Olivová, historička († 7. března 2015)
- 14. listopadu
  - Karel Vysušil, malíř a grafik († 7. prosince 2014)
  - Jaroslav Skála, fotograf († 19. září 2010)
  - Naděžda Bláhová, malířka, ilustrátorka, grafička a fotografka († 14. listopadu 2006)
- 17. listopadu – Vlasta Chramostová, divadelní a filmová herečka († 6. října 2019)
- 20. listopadu
  - Miloš Axman, sochař († 30. ledna 1990)
  - Miroslav Tichý, fotograf a malíř († 12. dubna 2011)
- 23. listopadu – Pavel Radoměrský, numismatik a archeolog († 13. října 2008)
- 27. listopadu
  - Jaroslav Marek, historik († 18. prosince 2011)
  - Jiří Vala, herec († 15. listopadu 2003)
- 2. prosince
  - Zdeněk Sejček, historik umění, malíř, grafik a pedagog († 18. dubna 2023)
  - Miloš Macourek, dramatik, scenárista a básník († 30. září 2002)
  - Jiří Trnka, československý fotbalový reprezentant († 1. března 2005)
- 5. prosince – Eva Kondrysová, překladatelka († 17. září 2017)
- 9. prosince – Jan Křesadlo, spisovatel, skladatel, psycholog a polyhistor († 13. srpna 1995)
- 12. prosince – Lubor Těhník, keramik, pedagog a designér († 3. března 1987)
- 21. prosince – Arnošt Lustig, spisovatel a publicista († 26. února 2011)
- 29. prosince – Zdeněk Kessler, předseda Ústavního soudu ČR († 25. srpna 2003)
- ? – Milan Jonáš, herec († 1992)

### Svět
- 1. ledna

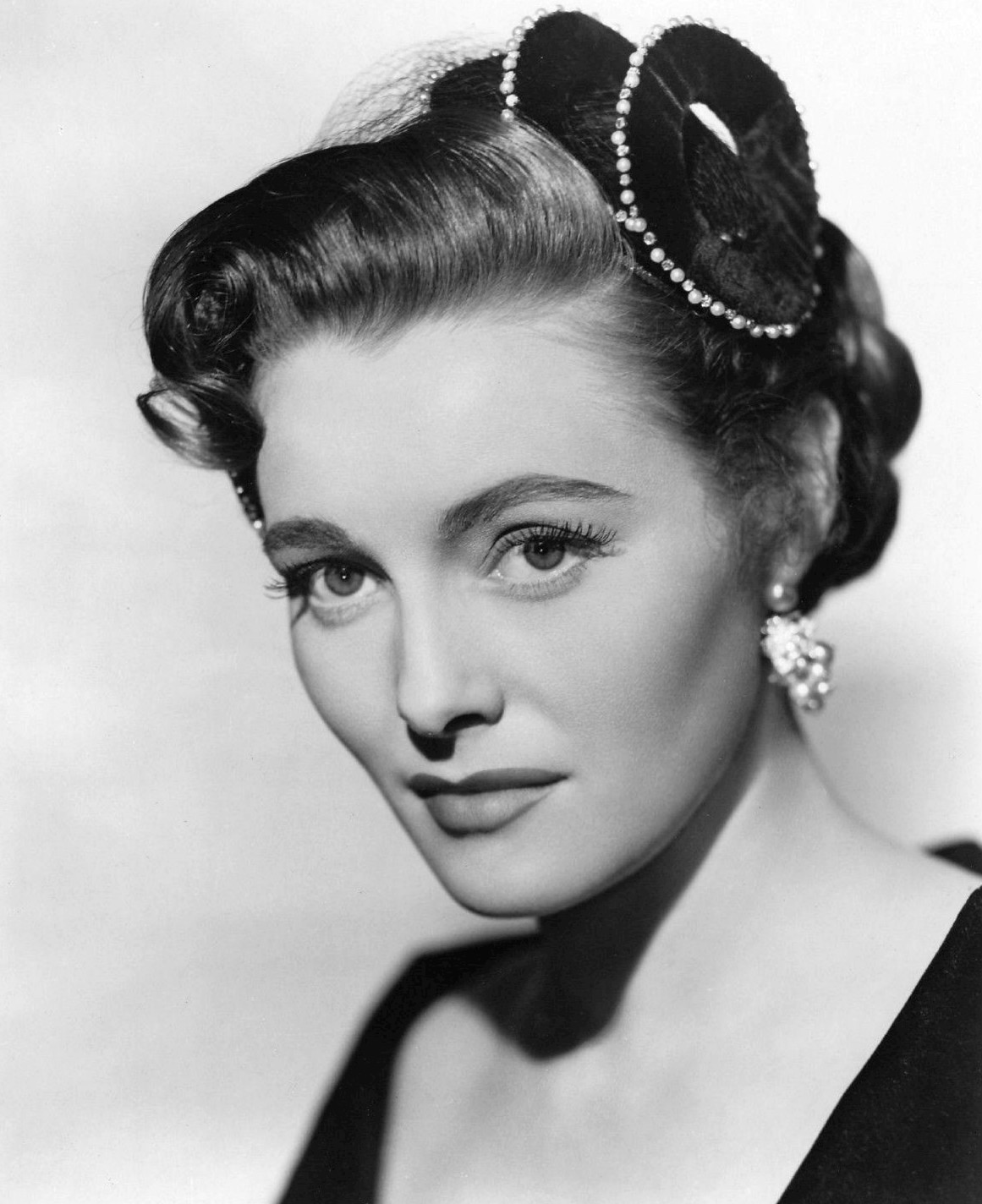
Patricia Nealová (* 20. leden)

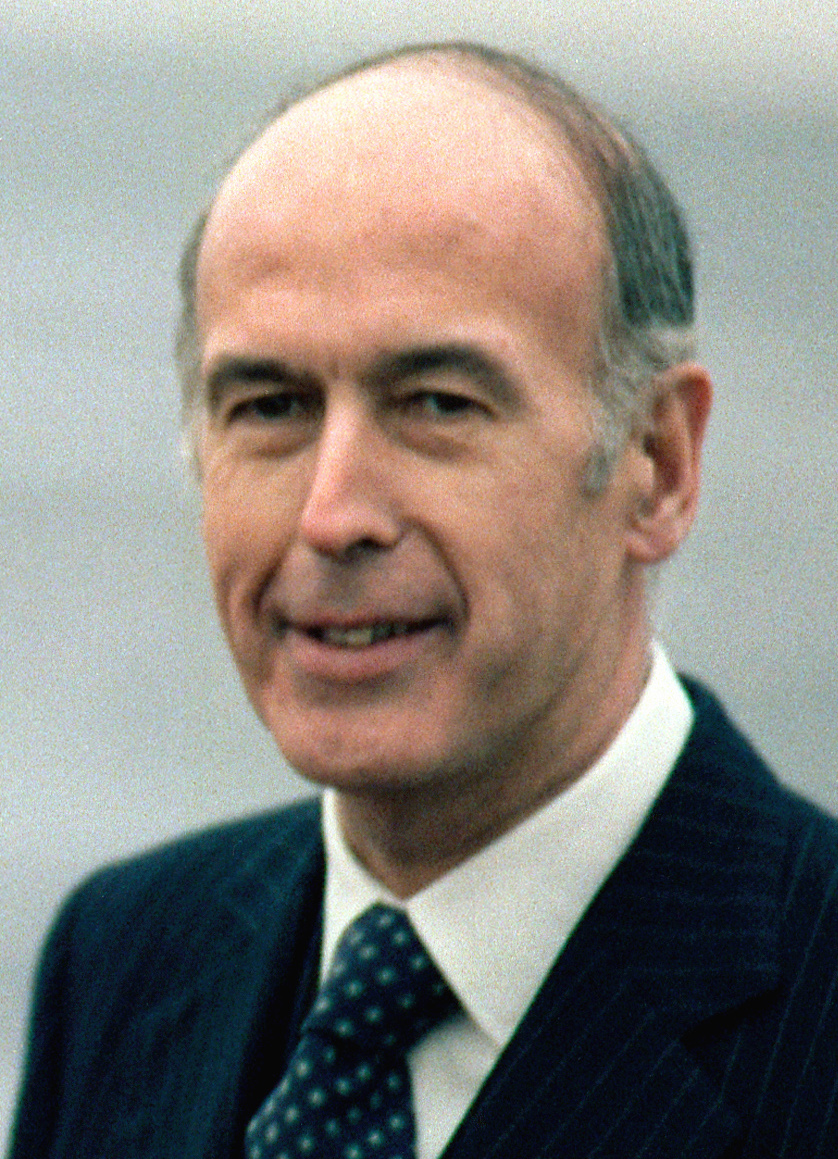
Valéry Giscard d'Estaing (* 2. únor)

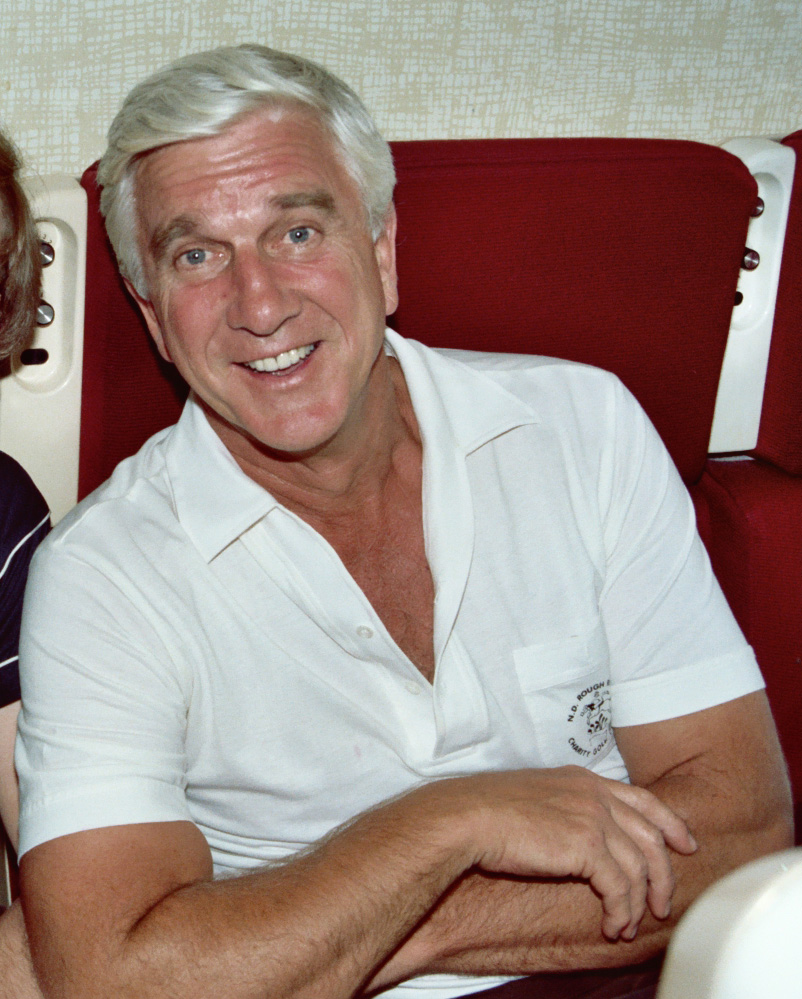
Leslie Nielsen (* 11. únor)

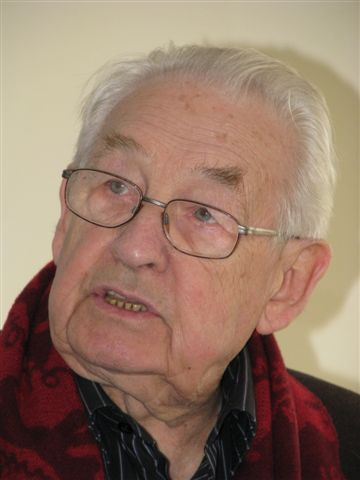
Andrzej Wajda (* 6. březen)

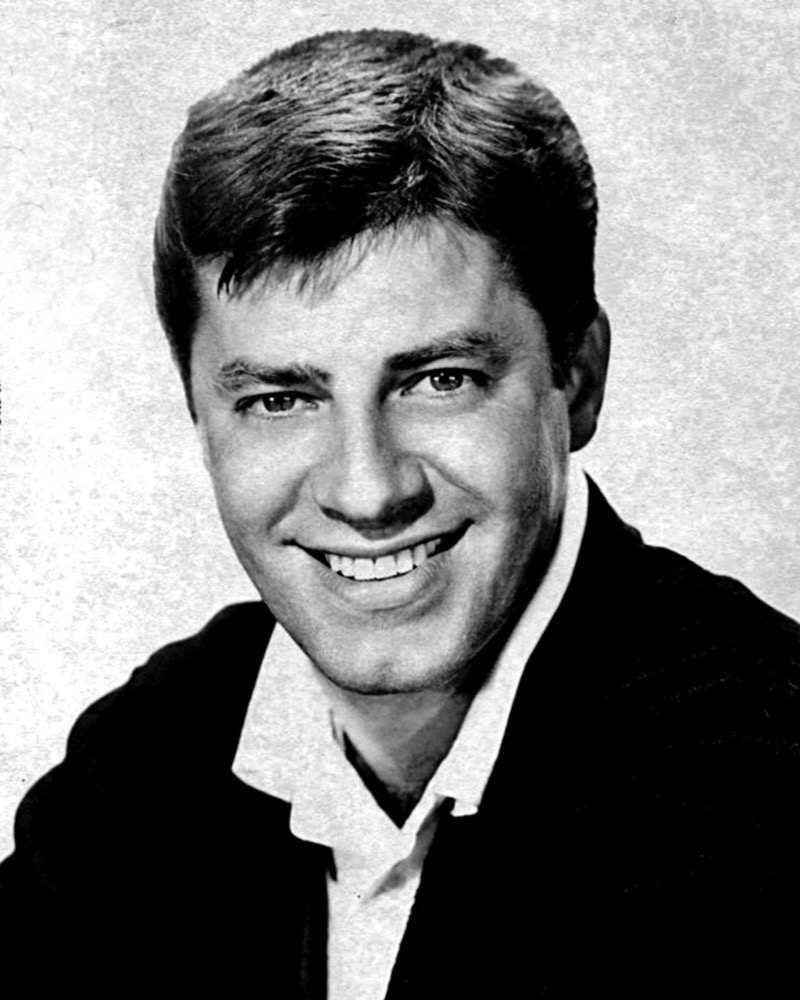
Jerry Lewis (* 16. březen)

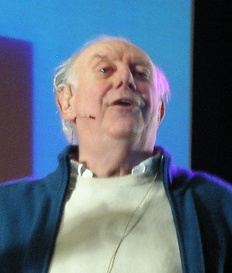
Dario Fo (* 24. březen)

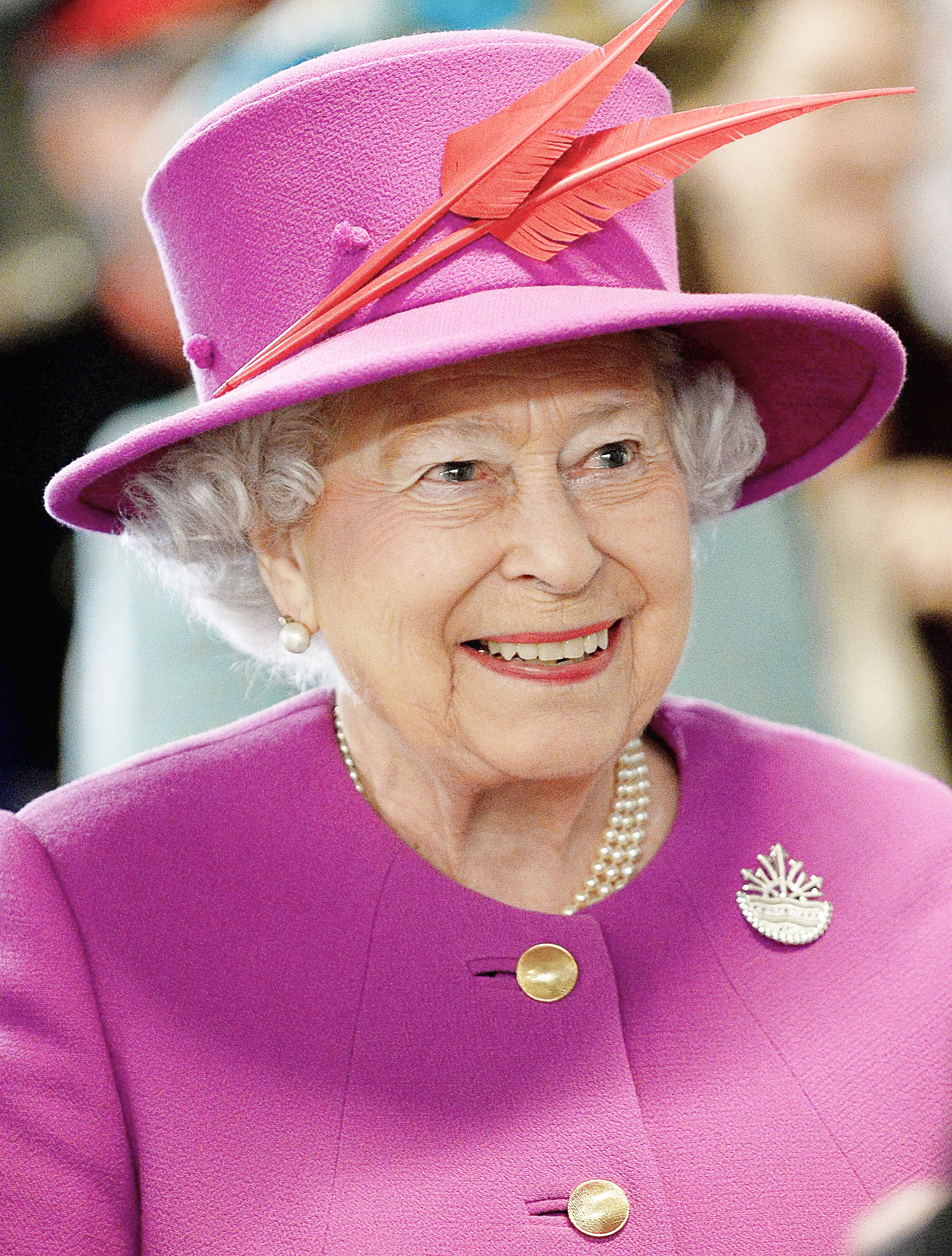
Alžběta II. (* 21. duben)

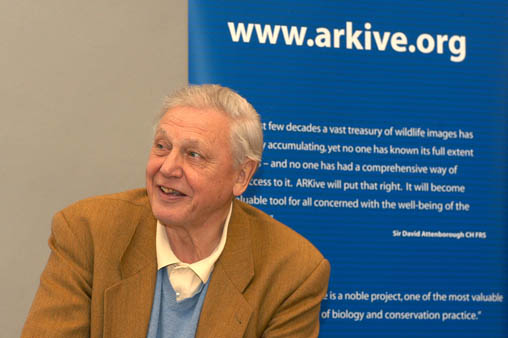
David Attenborough (* 8. květen)

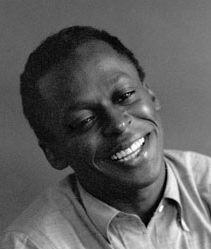
Miles Davis (* 26. květen)

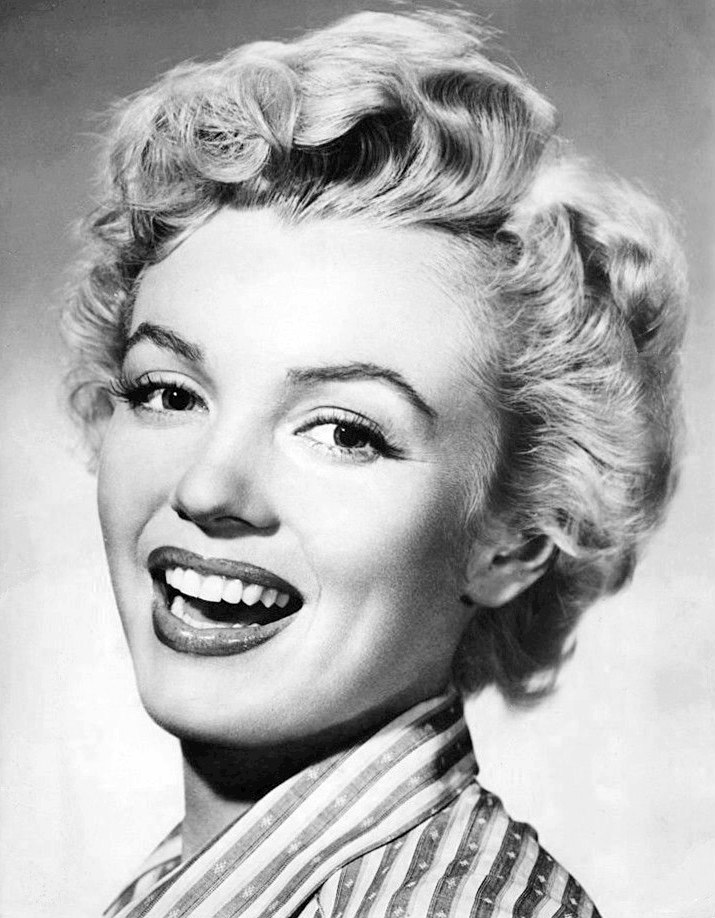
Marilyn Monroe (* 1. červen)

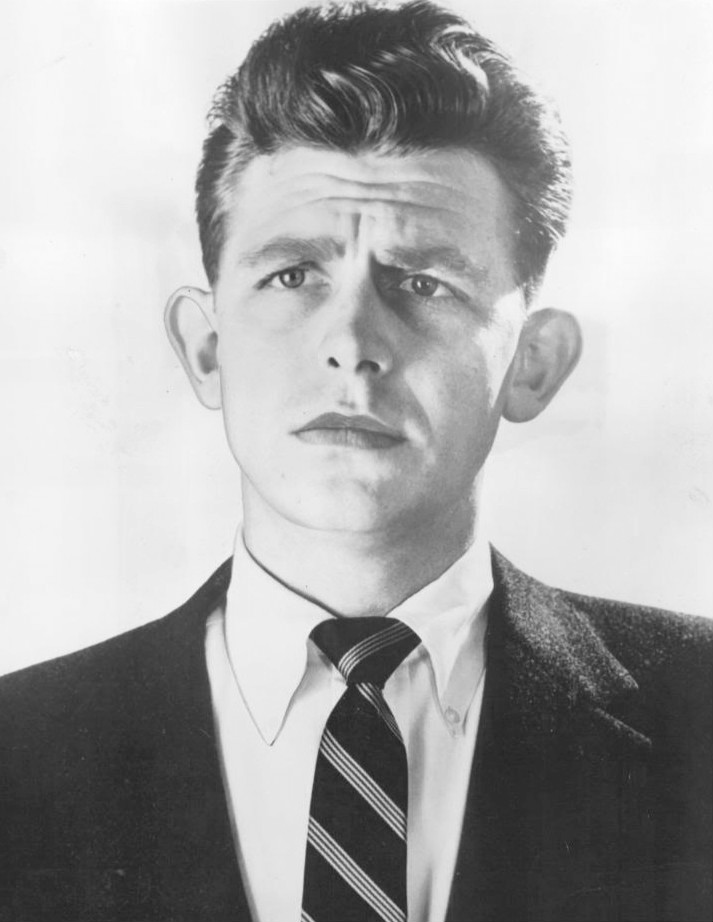
Andy Griffith (* 1. červen)

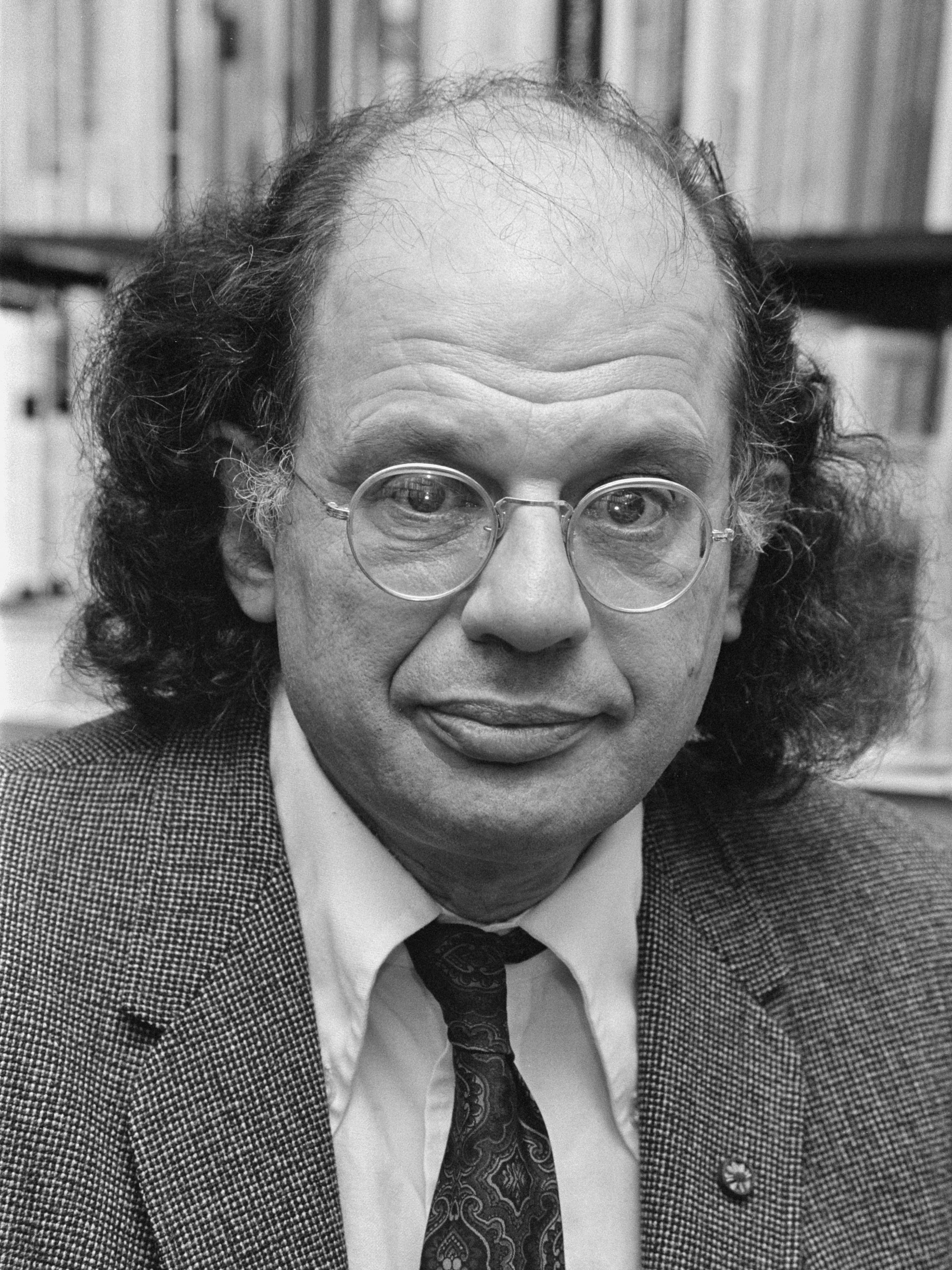
Allen Ginsberg (* 3. červen)

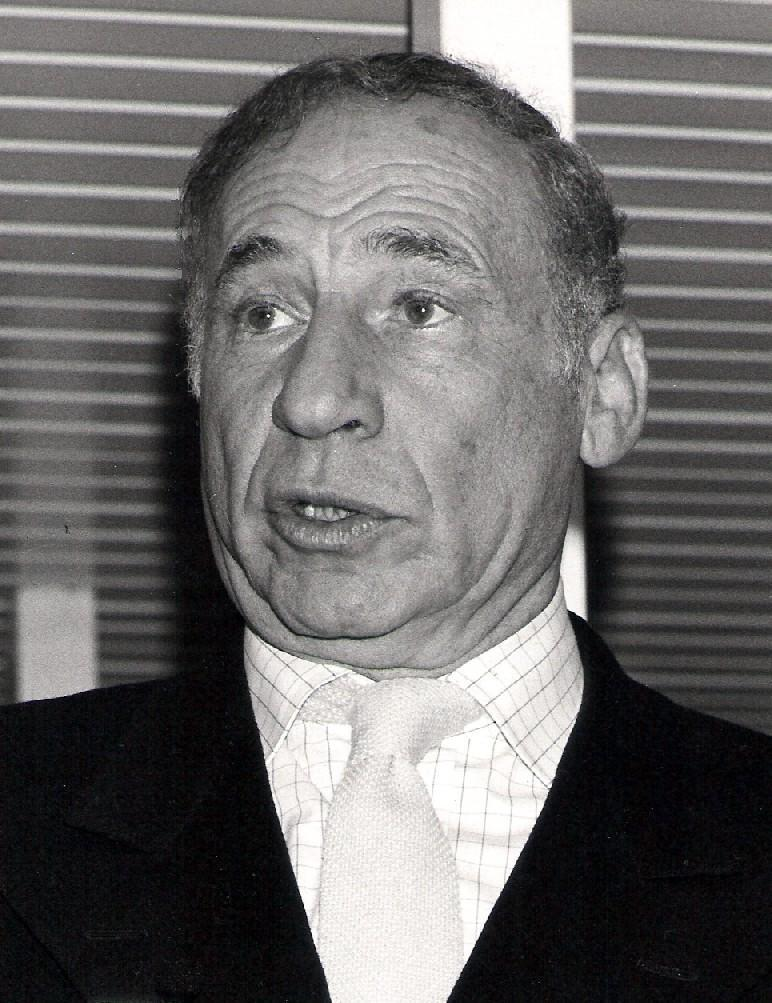
Mel Brooks (* 28. červen)

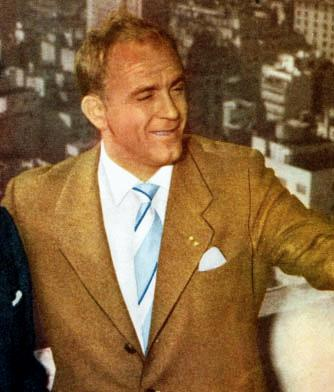
Alfredo Di Stéfano (* 4. červenec)

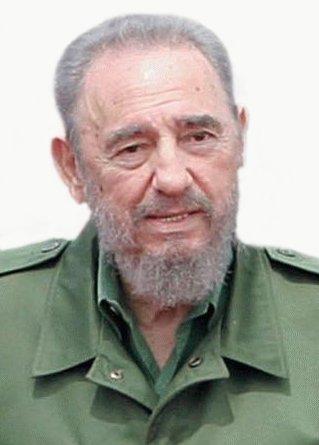
Fidel Castro (* 13. srpen)

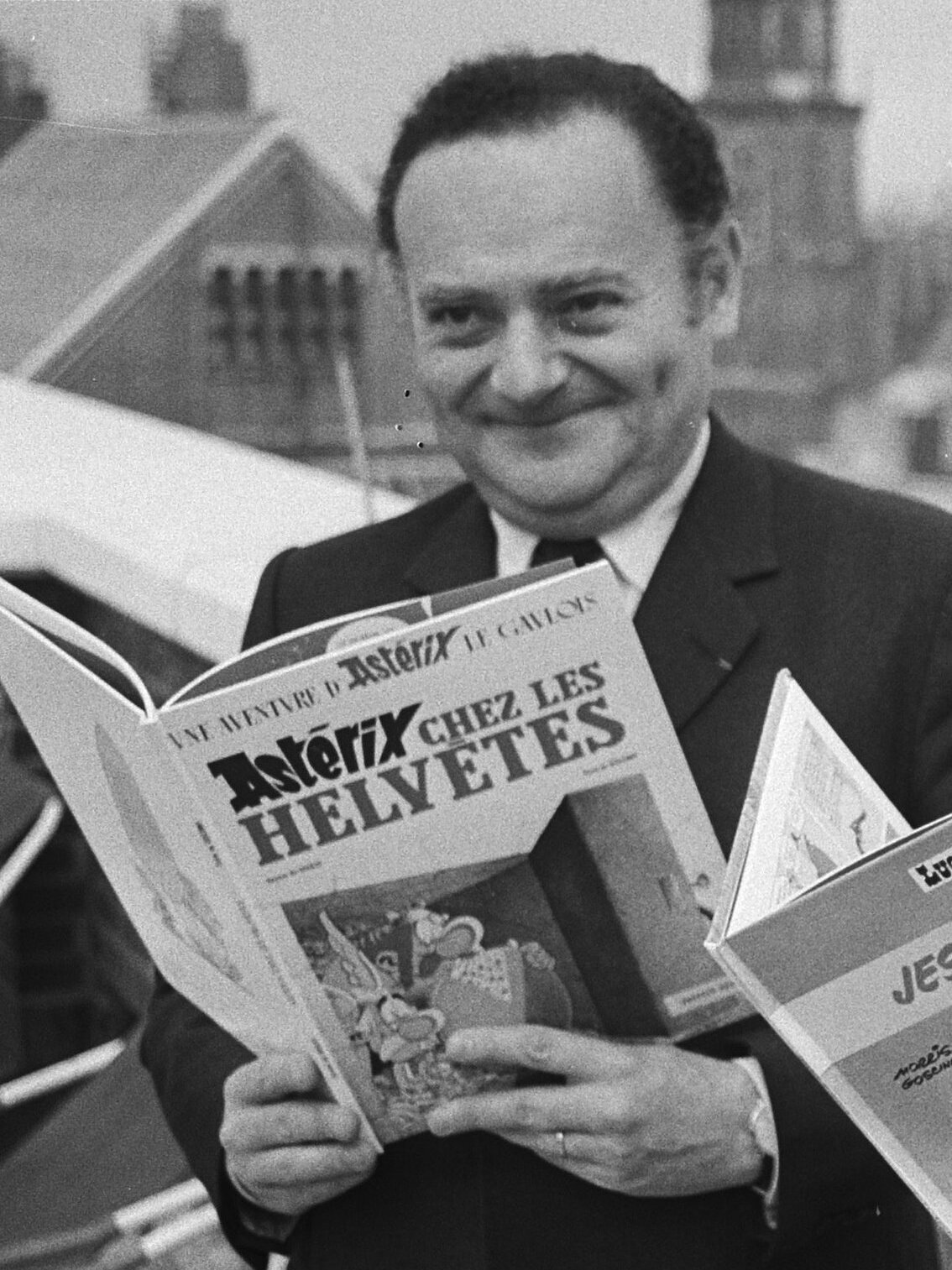
René Goscinny (* 14. srpen)

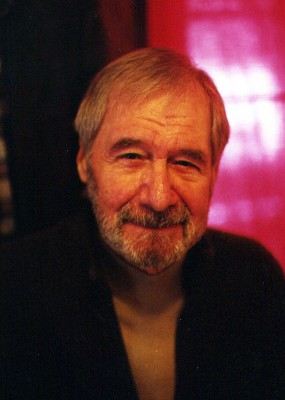
Ed McBain (* 15. říjen)

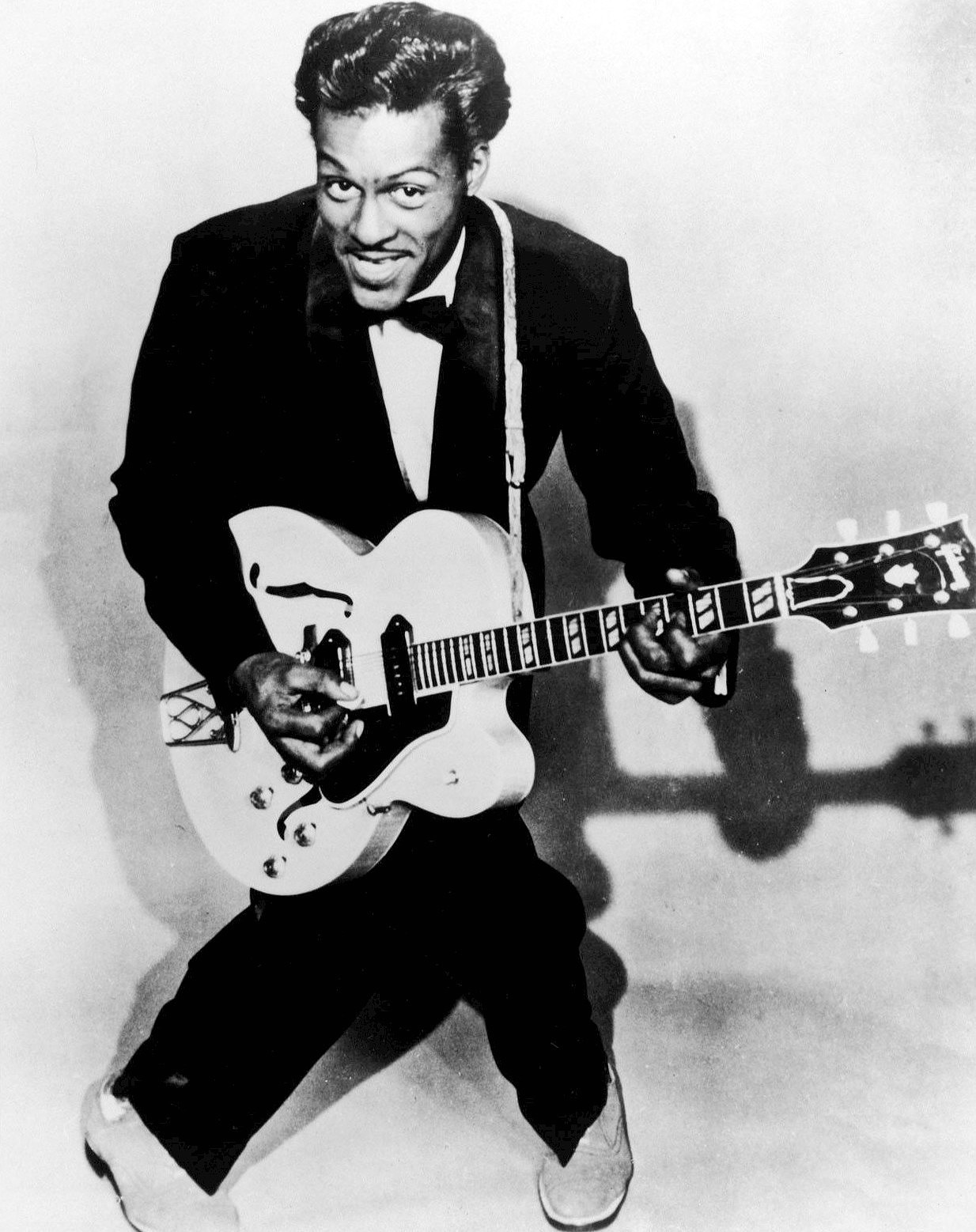
Chuck Berry (* 18. říjen)

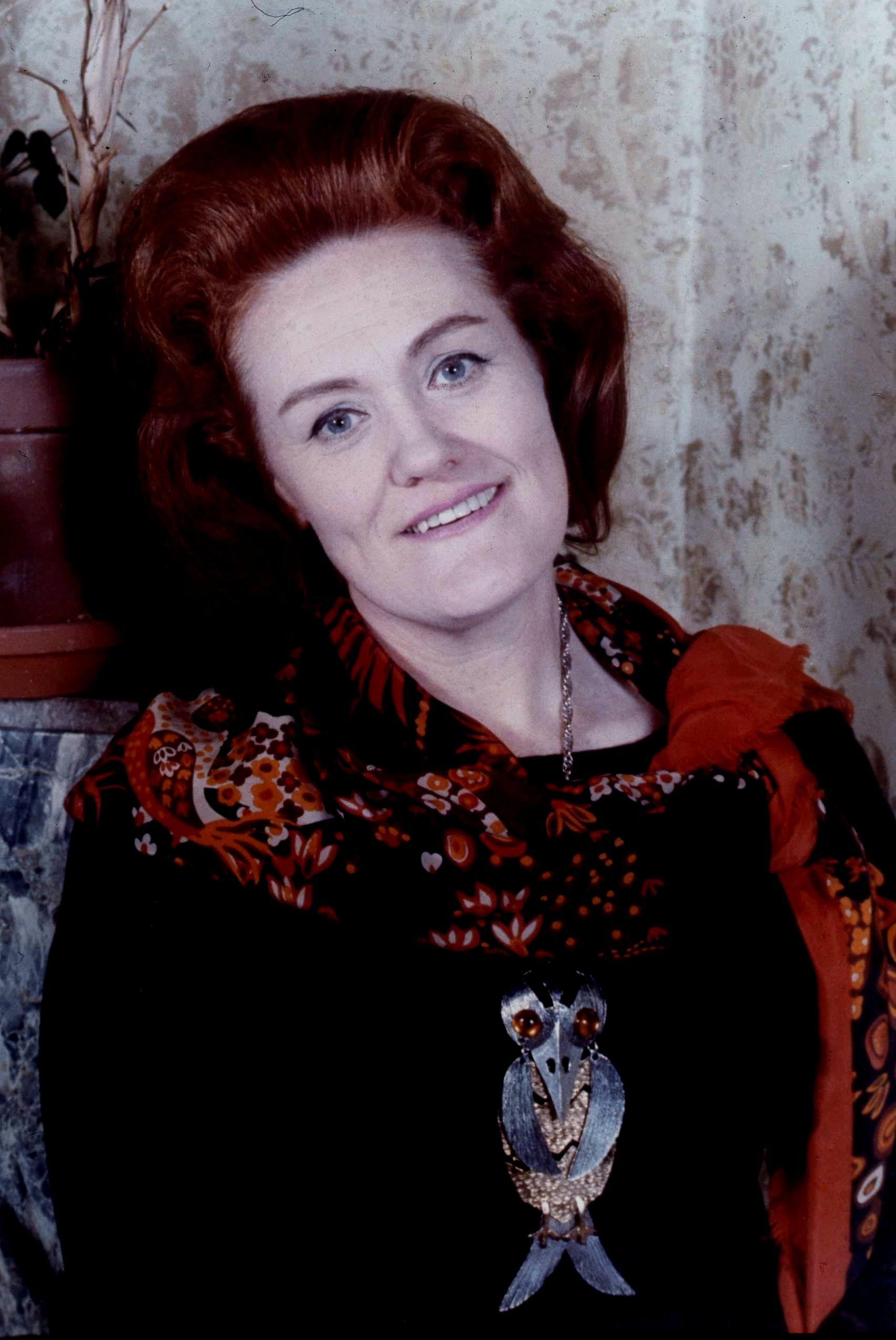
Joan Sutherlandová (* 7. listopad)

  - José Manuel Estepa Llaurens, španělský kardinál († 21. července 2019)
  - Hilda Múdra, slovenská trenérka krasobruslení († 22. listopadu 2021)
- 3. ledna – George Martin, britský hudební producent, skladatel a hudebník († 8. března 2016)
- 9. ledna – Bucky Pizzarelli, americký jazzový kytarista († 1. dubna 2020)
- 11. ledna – Lev Ďomin, sovětský kosmonaut († 18. prosince 1998)
- 12. ledna
  - Morton Feldman, americký hudební skladatel († 3. září 1987)
  - Ray Price, americký zpěvák country († 16. prosince 2013)
- 15. ledna – Maria Schell, rakouská herečka († 26. dubna 2005)
- 18. ledna – Janko Konstantinov, makedonský architekt († 2010)
- 20. ledna
  - David Tudor, americký klavírista a hudební skladatel († 13. srpna 1996)
  - Patricia Nealová, americká herečka († 8. srpna 2010)
- 21. ledna – Steve Reeves, americký kulturista a herec († 1. května 2000)
- 26. ledna – Georges Lautner, francouzský režisér a scenárista († 22. listopadu 2013)
- 29. ledna – Abdus Salam, pákistánský fyzik, nositel Nobelovy ceny († 21. listopadu 1996)
- 30. ledna – Vasilij Archipov, sovětský námořní důstojník († 19. srpna 1998)
- 31. ledna
  - Lev Russov, ruský malíř († 20. února 1987)
  - Johannes Joachim Degenhardt, německý arcibiskup Paderbornu a kardinál († 25. července 2002)
- 1. února – Vivian Maierová, americká umělecká fotografka († 21. dubna 2009)
- 2. února
  - Valéry Giscard d'Estaing, dvacátý prezident Francie († 2. prosince 2020)
  - Miguel Obando y Bravo, nikaragujský kardinál († 3. června 2018)
- 4. února – Gyula Grosics, maďarský fotbalista († 13. června 2014)
- 6. února – David C. H. Austin, anglický pěstitel růží a spisovatel († 18. prosince 2018)
- 7. února
  - Estanislao Karlic, argentinský kardinál
  - Konstantin Feoktistov, konstruktér sovětských kosmických lodí († 21. listopadu 2009)
- 8. února
  - Neal Cassady, jeden z hlavních představitelů beatnické generace († 4. února 1968)
  - Elena Várossová, slovenská filozofka († 9. listopadu 2010)
- 9. února
  - Josip Vrhovec, chorvatský politik, ministr zahraničí SFRJ († 15. února 2006)
  - Garret FitzGerald, premiér Irska († 19. května 2011)
- 10. února – Danny Blanchflower, severoirský fotbalista († 9. prosince 1993)
- 11. února – Leslie Nielsen, kanadskoamerický herec a komik († 28. listopadu 2010)
- 16. února – John Schlesinger, britský filmový režisér a herec († 25. července 2003)
- 19. února – György Kurtág, maďarský hudební skladatel a klavírista
- 20. února
  - Bob Richards, americký dvojnásobný olympijský vítěz ve skoku o tyči († 26. února 2023)
  - Richard Matheson, americký spisovatel a scenárista († 23. června 2013)
- 22. února – Dave Bailey, americký jazzový bubeník
- 28. února – Světlana Allilujevová, dcera sovětského diktátora Josefa Stalina († 22. listopadu 2011)
- 2. března
  - Murray Rothbard, americký ekonom († 7. ledna 1995)
  - Bernard Agré, kněz z Pobřeží slonoviny, arcibiskup Abidžanu, kardinál († 9. června 2014)
- 4. března – Don Rendell, britský saxofonista († 20. října 2015)
- 5. března – Joan Shawlee, americká filmová a televizní herečka († 22. března 1987)
- 6. března
  - Alan Greenspan, americký ekonom, předseda Federálního rezervního systému
  - Andrzej Wajda, polský filmový režisér († 9. října 2016)
- 8. března – Francisco Rabal, španělský herec († 29. srpna 2001)
- 12. března – John Clellon Holmes, americký romanopisec a básník († 30. března 1988)
- 13. března – Hans Boesch, švýcarský spisovatel († 21. června 2003)
- 16. března – Jerry Lewis, americký herec a režisér († 20. srpna 2017)
- 17. března – Siegfried Lenz, německý spisovatel († 7. říjen 2014)
- 18. března – Peter Graves, americký herec a režisér († 14. března 2010)
- 24. března
  - Desmond Connell, irský kardinál († 21. února 2017)
  - Dario Fo, italský dramatik, režisér, skladatel a výtvarník, nositel Nobelovy ceny († 13. října 2016)
  - William Porter, americký olympijský vítěz v běhu na 110 metrů překážek († 10. března 2000)
- 25. března
  - Riz Ortolani, italský filmový hudební skladatel († 23. ledna 2014)
  - László Papp, maďarský boxer († 16. října 2003)
- 29. března – Moše Sanbar, guvernér izraelské centrální banky († 1. října 2012)
- 30. března
  - Ingvar Kamprad, švédský podnikatel a zakladatel obchodního řetězce IKEA († 27. ledna 2018)
  - Vojtech Mihálik, slovenský básník, překladatel, publicista a politik († 3. listopadu 2001)
- 31. března – John Fowles, britský spisovatel a esejista († 5. listopadu 2005)
- 1. dubna – Anne McCaffrey, americká spisovatelka († 21. listopadu 2011)
- 2. dubna
  - Odlanier Mena, chilský generál a šéf tajné služby Augusto Pinocheta († 28. září 2013)
  - Jack Brabham, australský automobilový závodník († 19. května 2014)
  - Kenny Hagood, americký jazzový zpěvák († 9. listopadu 1989)
- 3. dubna – Virgil Ivan Grissom, americký astronaut († 27. ledna 1967)
- 6. dubna
  - Ian Paisley, předseda vlády Severního Irska († 12. září 2014)
  - Randy Weston, americký jazzový klavírista a skladatel († 1. září 2018)
- 8. dubna – František Vnuk, slovenský fyzikální metalurg a historik
- 9. dubna – Hugh Hefner, zakladatel a vydavatel časopisu Playboy († 27. září 2017)
- 11. dubna – Franz Herre, německý historik
- 13. dubna – John Spencer-Churchill, 11. vévoda z Marlborough, britský šlechtic a politik († 16. října 2014)
- 14. dubna – Leopoldo Calvo-Sotelo, premiér Španělska († 3. května 2008)
- 21. dubna – Alžběta II., královna Spojeného království († 8. září 2022)
- 22. dubna – James Stirling, britský architekt († 25. června 1992)
- 24. dubna – Thorbjörn Fälldin, premiér Švédska († 23. července 2016)
- 26. dubna – Karol Kállay, slovenský umělecký fotograf († 4. srpna 2012)
- 28. dubna – Harper Leeová, americká spisovatelka († 19. února 2016)
- 29. dubna – Pierre Radvanyi, francouzský jaderný fyzik († 6. prosince 2021)
- 30. dubna – Cloris Leachman, americká herečka († 26. ledna 2021)
- 1. května – Peter Lax, americký matematik
- 3. května
  - Jymie Merritt, americký jazzový kontrabasista († 10. dubna 2020)
  - Jimmy Cleveland, americký jazzový pozounista († 23. srpna 2008)
- 8. května – David Attenborough, britský moderátor a přírodovědec
- 12. května – James Samuel Coleman, americký sociolog († 25. března 1995)
- 14. května – Eric Morecambe, britský komik († 28. května 1984)
- 15. května – Peter Shaffer, anglický dramatik († 6. června 2016)
- 16. května – Alina Szapocznikow, polská sochařka († 2. března 1973)
- 22. května – Michail Byčkov, sovětský hokejový reprezentant († 17. května 1997)
- 23. května – Christian Norberg-Schulz, norský historik a teoretik architektury († 28. dubna 2000)
- 26. května – Miles Davis, americký jazzový trumpetista a skladatel († 28. září 1991)
- 27. května
  - Kees Rijvers, nizozemský fotbalista a trenér († 4. března 2024)
  - Bud Shank, americký altsaxofonista a flétnista († 2. dubna 2009)
- 29. května – Abdoulaye Wade, prezident Senegalu
- 30. května – Tony Terran, americký trumpetista († 20. března 2017)
- 31. května – John George Kemeny, americký matematik († 26. prosince 1992)
- 1. června
  - Dominik Hrušovský, slovenský biskup († 27. července 2016)
  - Marilyn Monroe, americká filmová herečka a zpěvačka († 5. srpna 1962)
  - Andy Griffith, americký herec, režisér, zpěvák a filmový producent († 3. července 2012)
- 2. června – Raul Hilberg, rakousko-americký historik († 4. srpna 2007)
- 3. června – Allen Ginsberg, americký básník († 5. dubna 1997)
- 9. června – Ben Roy Mottelson, dánský fyzik, nositel Nobelovy ceny († 13. května 2022)
- 10. června – Džaba Joseliani, gruzínský politik, zločinec a spisovatel († 4. března 2003)
- 11. června – Hans G. Conrad, německý fotograf a designér († 26. prosince 2003)
- 13. června – Jérôme Lejeune, francouzský lékař a genetik († 3. dubna 1994)
- 16. června – Efraín Ríos Montt, guatemalský politik a generál († 1. dubna 2018)
- 19. června – Me'ir Pa'il, izraelský vojenský historik a politik († 15. září 2015)
- 20. června
  - Rechav'am Ze'evi, izraelský generál, politik a historik († 17. října 2001)
  - Boyd Lee Dunlop, americký jazzový klavírista († 26. prosince 2013)
- 22. června
  - Horst Fuhrmann, německý historik († 9. září 2011)
  - Ralph Waite, americký herec a režisér († 13. února 2014)
  - Tadeusz Konwicki, polský spisovatel a filmový režisér († 7. ledna 2015)
- 23. června – Bryan R. Wilson, anglický profesor sociologie († 9. října 2004)
- 25. června
  - Ján Eugen Kočiš, slovenský řeckokatolický biskup († 4. prosince 2019)
  - Ingeborg Bachmann, rakouská spisovatelka († 17. října 1973)
- 28. června
  - Mel Brooks, americký režisér a herec
  - Giuseppe Dordoni, italský olympijský vítěz v chůzi na 50 km († 24. října 1998)
- 30. června
  - Paul Berg, americký biochemik, nositel Nobelovy ceny († 15. února 2023)
  - André Dufraisse, francouzský mistr světa cyklokrosu († 21. února 2021)
  - Peter Alexander, rakouský zpěvák a herec († 12. února 2011)
- 1. července
  - Fernando Corbató, americký informatik († 12. července 2019)
  - Hans Werner Henze, německý hudební skladatel († 27. října 2012)
  - Robert Fogel, americký historik hospodářství, nositel Nobelovy ceny († 11. června 2013)
- 3. července – Johnny Coles, americký jazzový trumpetista († 21. prosince 1997)
- 4. července
  - Helmut Rix, německý jazykovědec († 9. července 2004)
  - Alfredo Di Stéfano, argentinsko-španělský fotbalista a trenér († 7. července 2014)
- 12. července
  - Vojtech Adamec, slovenský dirigent a hudební skladatel († 27. dubna 1973)
  - Carl Adam Petri, německý matematik († 2. července 2010)
  - Vlasta Průchová, česká jazzová zpěvačka († 16. června 2006)
- 14. července – Harry Dean Stanton, americký herec († 15. září 2017)
- 16. července – Irwin Rose, americký biolog, nositel Nobelovy ceny († 2. června 2015)
- 18. července – Margaret Laurenceová, kanadská spisovatelka († 5. ledna 1987)
- 21. července – Karel Reisz, britský režisér českého původu († 25. listopadu 2002)
- 22. července – Wolfgang Iser, německý literární teoretik († 24. ledna 2007)
- 25. července – Tad Szulc, americký novinář a spisovatel polského původu († 21. května 2001)
- 29. července – Dominique Appia, švýcarský surrealistický malíř († 8. ledna 2017)
- 31. července – Hilary Putnam, americký matematik, logik a filosof († 13. března 2016)
- 3. srpna – Tony Bennett, americký zpěvák a malíř († 21. července 2023)
- 4. srpna – Livij Stěpanovič Ščipačov, ruský výtvarník a herec († 21. ledna 2001)
- 7. srpna – Herbert Friedrich, německý spisovatel
- 8. srpna – Urbie Green, americký jazzový pozounista († 31. prosince 2018)
- 10. srpna – Marie-Claire Alainová, francouzská varhanice († 26. února 2013)
- 11. srpna – Aaron Klug, britský fyzik a chemik, nositel Nobelovy ceny († 20. listopadu 2018)
- 13. srpna
  - Chanoch Bartov, izraelský spisovatel a novinář († 13. prosince 2016)
  - Fidel Castro, kubánský prezident a premiér, revolucionář († 25. listopadu 2016)
- 14. srpna
  - Agostino Cacciavillan, italský kardinál († 5. března 2022)
  - René Goscinny, francouzský spisovatel a scenárista kreslených seriálů († 5. listopadu 1977)
- 15. srpna – Konstantinos Stefanopulos, prezidentem Řecka († 20. listopadu 2016)
- 17. srpna – Ťiang Ce-min, prezident ČLR († 30. listopadu 2022)
- 21. srpna – Marian Jaworski, polský kardinál († 20. srpna 2017)
- 23. srpna – Clifford Geertz, americký antropolog († 30. října 2006)
- 27. srpna – Kristen Nygaard, norský informatik († 10. srpna 2002)
- 29. srpna – Thomas N. Scortia, americký spisovatel († 29. dubna 1986)
- 1. září – Stanley Cavell, americký filosof († 19. června 2018)
- 4. září – Ivan Illich, rakouský filozof, teolog a sociální teoretik († 2. prosince 2002)
- 6. září – Claus van Amsberg, nizozemský princ a manžel královny Beatrix († 6. října 2002)
- 11. září – Joan Abse, anglická historička umění († 13. června 2005)
- 12. září – Paul Janssen, belgický farmakolog, vynálezce a obchodník († 11. listopadu 2003)
- 14. září – Michel Butor, francouzský spisovatel († 24. srpna 2016)
- 17. září
  - Jack McDuff, americký jazzový varhaník a zpěvák († 23. ledna 2001)
  - Jean-Marie Lustiger, arcibiskup pařížský a kardinál († 5. srpna 2007)
- 19. září – Masatoši Košiba, japonský fyzik, nositel Nobelovy ceny († 12. listopadu 2020)
- 21. září – Donald Arthur Glaser, americký fyzik, nositel Nobelovy ceny († 28. února 2013)
- 23. září
  - John Coltrane, americký jazzový saxofonista a skladatel († 17. července 1967)
  - Valentin Kuzin, sovětský hokejový reprezentant († 13. srpna 1994)
  - Jimmy Woode, americký jazzový kontrabasista († 23. dubna 2005)
- 24. září
  - Kâmuran Şipal, turecký spisovatel a překladatel († 18. září 2019)
  - Ricardo María Carles Gordó, španělský kardinál († 17. prosince 2013)
- 12. října – César Pelli, argentinský architekt († 19. července 2019)
- 13. října
  - Martin Ťapák, slovenský režisér, herec, tanečník a choreograf († 1. února 2015)
  - Ray Brown, americký jazzový kontrabasista a skladatel († 2. července 2002)
  - Tommy Whittle, britský jazzový saxofonista († 13. října 2013)
- 15. října
  - Karl Richter, německý varhaník, cembalista a dirigent († 15. února 1981)
  - Michel Foucault, francouzský filozof a psycholog († 25. června 1984)
  - Ed McBain, americký spisovatel († 6. července 2005)
  - Genrich Saulovič Altšuller, ruský inženýr a spisovatel sci-fi († 24. září 1998)
- 17. října – Karl Henize, americký astronaut († 5. října 1993)
- 18. října
  - Chuck Berry, americký kytarista, zpěvák a skladatel († 18. března 2017)
  - Klaus Kinski, německý herec a režisér († 23. listopadu 1991)
- 19. října – Eta Linnemannová, německá profesorka teologie († 9. května 2009)
- 25. října
  - Jimmy Heath, americký jazzový saxofonista a skladatel († 19. ledna 2020)
  - Bo Carpelan, finskošvédský spisovatel († 11. února 2011)
  - Galina Višněvskaja, ruská operní pěvkyně († 11. prosince 2012)
- 29. října – Jon Vickers, kanadský operní pěvec-tenor († 10. července 2015)
- 1. listopadu – Lou Donaldson, americký jazzový altsaxofonista († 9. listopadu 2024)
- 3. listopadu – Valdas Adamkus, prezident Litvy
- 5. listopadu – John Berger, britský spisovatel († 2. ledna 2017)
- 6. listopadu – Zig Ziglar, americký spisovatel († 28. listopadu 2012)
- 7. listopadu – Joan Sutherlandová, australská operní pěvkyně, koloraturní soprán († 10. října 2010)
- 9. listopadu – Martin Benrath, německý herec († 31. ledna 2000)
- 11. listopadu
  - Jicchak Arad, izraelský historik, brigádní generál Izraelských obranných sil († 6. května 2021)
  - Noah Gordon, americký spisovatel († 22. listopadu 2021)
  - Sam Haskins, jihoafrický fotograf († 26. listopadu 2009)
- 18. listopadu – Claude Williamson, americký jazzový klavírista († 16. července 2016)
- 21. listopadu – William Wakefield Baum, americký kardinál († 23. července 2015)
- 23. listopadu – Rafi Ejtan, šéf izraelské tajné služby Lakam († 23. března 2019)
- 24. listopadu – Li Čeng-tao, americký fyzik, nositel Nobelovy ceny († 4. srpna 2024)
- 25. listopadu
  - Jeffrey Hunter, americký herec († 27. května 1969)
  - Poul Anderson, americký spisovatel science fiction († 31. srpna 2001)
- 26. listopadu – Ralf Wolter, německý herec († 14. října 2022)
- 28. listopadu – Gerta Vrbová, slovenská neurologička a profesorka († 2. října 2020)
- 29. listopadu – Kaíd Sibsí, prezident Tuniska († 25. července 2019)
- 30. listopadu – Andrew Schally, americký biochemik a lékař, nositel Nobelovy ceny († 17. října 2024)
- 4. prosince – Maria Janion, polská literární historička a teoretička († 23. srpna 2020)
- 8. prosince – Joachim Fest, německý historik a žurnalista († 11. září 2006)
- 9. prosince
  - Lucien Sève, francouzský marxistický psycholog a filozof († 23. března 2020)
  - Henry Way Kendall, americký fyzik, nositel Nobelovy ceny († 15. února 1999)
- 10. prosince – Guitar Slim, americký bluesový kytarista a zpěvák († 7. února 1959)
- 13. prosince – George Rhoden, jamajský sprinter, dvojnásobný olympijský vítěz
- 15. prosince
  - Emmanuel Wamala, ugandský kněz, arcibiskup Kampaly, kardinál
  - Sergej Usačev, slovenský fyzik († 8. prosince 1996)
- 21. prosince – James B. Adams, americký prokurátor a prozatímní ředitel FBI († 25. dubna 2020)
- 22. prosince
  - Alcides Ghiggia, uruguaysko-italský fotbalista († 16. července 2015)
  - Michal Greguš, slovenský matematik († 30. ledna 2002)
- 23. prosince
  - Jorge Medina Estévez, chilský kardinál († 3. října 2021)
  - Helmut Baierl, německý spisovatel († 19. září 2005)
  - Vitalij Kyrejko, ukrajinský hudební skladatel a pedagog († 19. října 2016)
- 28. prosince – Eddie Kaye, americký jazzový saxofonista († 2. května 2013)
- 29. prosince – Július Vašek, slovenský herec († 1. května 2009)

## Úmrtí

### Česko

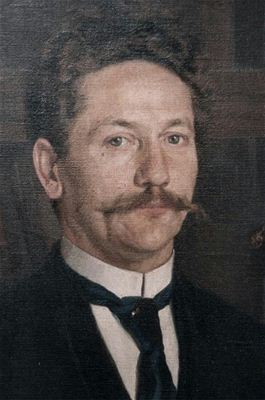
Rudolf Jedlička († 26. říjen)

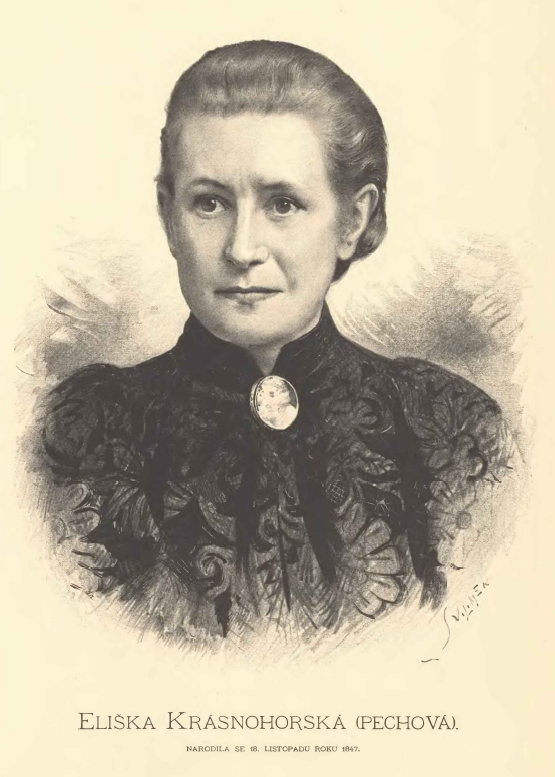
Eliška Krásnohorská († 26. listopad)

- 7. ledna – Bartoš Vlček, spisovatel a překladatel (* 23. října 1897)
- 14. ledna – August Sedláček, historik (* 28. srpna 1843)
- 26. ledna – Jan Zvoníček, vynálezce (* 21. listopadu 1865)
- 28. ledna – Gustav Adolf Skalský, teolog a historik (* 3. srpna 1857)
- 19. února – Isidor Zahradník, kněz a politik, (* 25. června 1864)
- 25. února – Karel Krnka, konstruktér zbraní (* 6. dubna 1858)
- 28. února – Jan Pehel, varhaník, vojenský kapelník a skladatel (* 16. května 1852)
- 7. března – Jindřich Kàan z Albestů, hudební skladatel a pedagog (* 29. května 1852)
- 19. března – Ján Mudroň, československý politik (* 12. ledna 1866)
- 20. března – Josef Probošt, rolník, povozník, řezbář (* 25. března 1849)
- 25. března – Vinzenz Kraus, československý politik německé národnosti (* 18. října 1865)
- 7. dubna – František Malinský, podnikatel, politik a poslanec (* 30. listopadu 1850)
- 13. dubna – Adolf Posselt, poslanec Českého zemského sněmu a starosta Jablonce nad Nisou (* 9. května 1844)
- 15. dubna – Karel Wisnar, kanovník olomoucké kapituly a světící biskup (* 25. října 1852)
- 22. dubna
  - Jan Hendrich, ekonom a amatérský archeolog (* 15. února 1845)
  - Ferdinand Jiří z Lobkowicz, šlechtic a politik (* 26. června 1850)
- 10. května – Richard Harry Fletcher, britský žokej žijící v Čechách (* 4. září 1853)
- 17. května – František Uhlíř, herec, režisér a divadelní ředitel (* 19. prosince 1883)
- 23. května – František Brábek, překladatel z maďarštiny (* 9. prosince 1848)
- 25. května – Antonín Němec, novinář a politik (* 17. ledna 1858)
- 26. května – Josef Kuchař, básník (* 14. listopadu 1847)
- 29. května – Antonín Bennewitz, houslista, dirigent a hudební pedagog (* 26. března 1833)
- 30. května – Edward Babák, fyziolog, rektor Masarykovy univerzity v Brně (* 8. června 1873)
- 4. června – Oswald Hillebrand, československý politik německé národnosti (* 7. srpna 1879)
- 11. června – Josef Drahlovský, hudební skladatel (* 13. prosince 1847)
- 12. června – Karel Fořt, ovocnář (* 29. října 1852)
- 14. června – Karel Wellner, malíř (* 5. března 1875)
- 17. června – Anton Foerster, skladatel, dirigent a hudební pedagog (* 20. prosince 1837)
- 24. června – Jan Vejrych, architekt (* 6. června 1856)
- 28. června – Břetislav Bartoš, malíř (* 7. května 1893)
- 8. července – Karel Václav Rais, spisovatel (* 4. ledna 1859)
- 14. srpna – Ludwig Spiegel, československý politik německé národnosti (* 31. března 1864)
- 17. srpna – Josef Seifert, československý politik (* 6. ledna 1870)
- 25. srpna – Milutin Križko, československý politik (* 30. března 1871)
- 28. srpna – Jan Semerád, lékař (* 24. července 1866)
- 9. září – Jindřich Maštálka, politik (* 22. února 1866)
- 4. října – Bohumil Vojáček, kontrabasista (* 10. června 1857)
- 3. října – Wenzel Staněk, československý politik německé národnosti (* 9. dubna 1879)
- 5. října – Hynek Lang, rakouský a český právník a politik (* 1. května 1847)
- 9. října – Emil Burian, operní pěvec (* 12. prosince 1876)
- 26. října – Rudolf Jedlička, lékař a mecenáš (* 20. února 1869)
- 11. listopadu
  - Jaroslav Pulda, herec, operetní režisér a autor komedií (* 15. března 1870)
  - Ludvík Vaněk, československý právník a politik (* 14. října 1860)
- 16. listopadu – Karel Klíč, malíř a fotograf (* 30. května 1841)
- 26. listopadu – Eliška Krásnohorská, spisovatelka (* 18. listopadu 1847)
- 3. prosince – Cyril Metoděj Hrazdira, skladatel, dirigent a sbormistr (* 16. ledna 1868)
- 4. prosince – Viktor Ponrepo, majitel prvního stálého kina v Čechách (* 6. června 1858)
- 22. prosince – Rudolf Horský, římskokatolický kněz, politik a spisovatel (* 23. září 1852)

### Svět

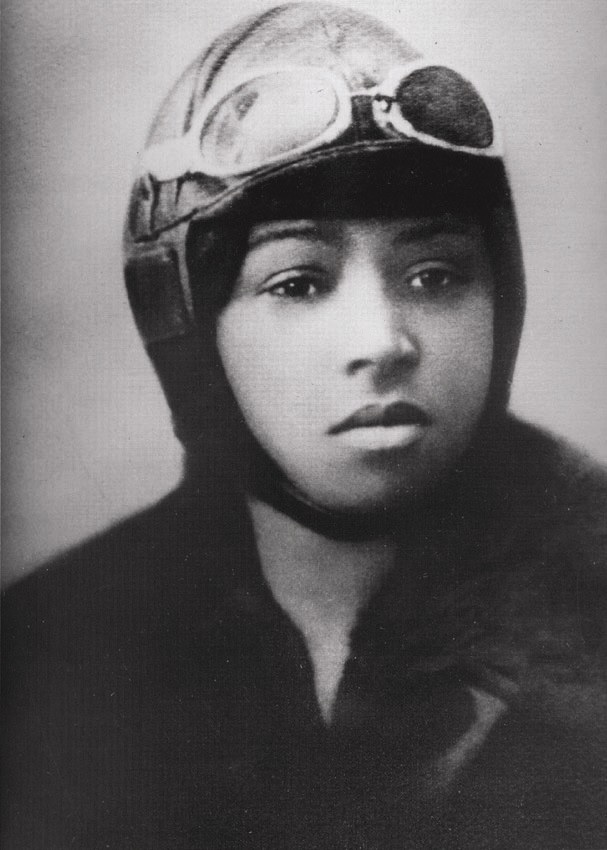
Bessie Colemanová († 10. červen)

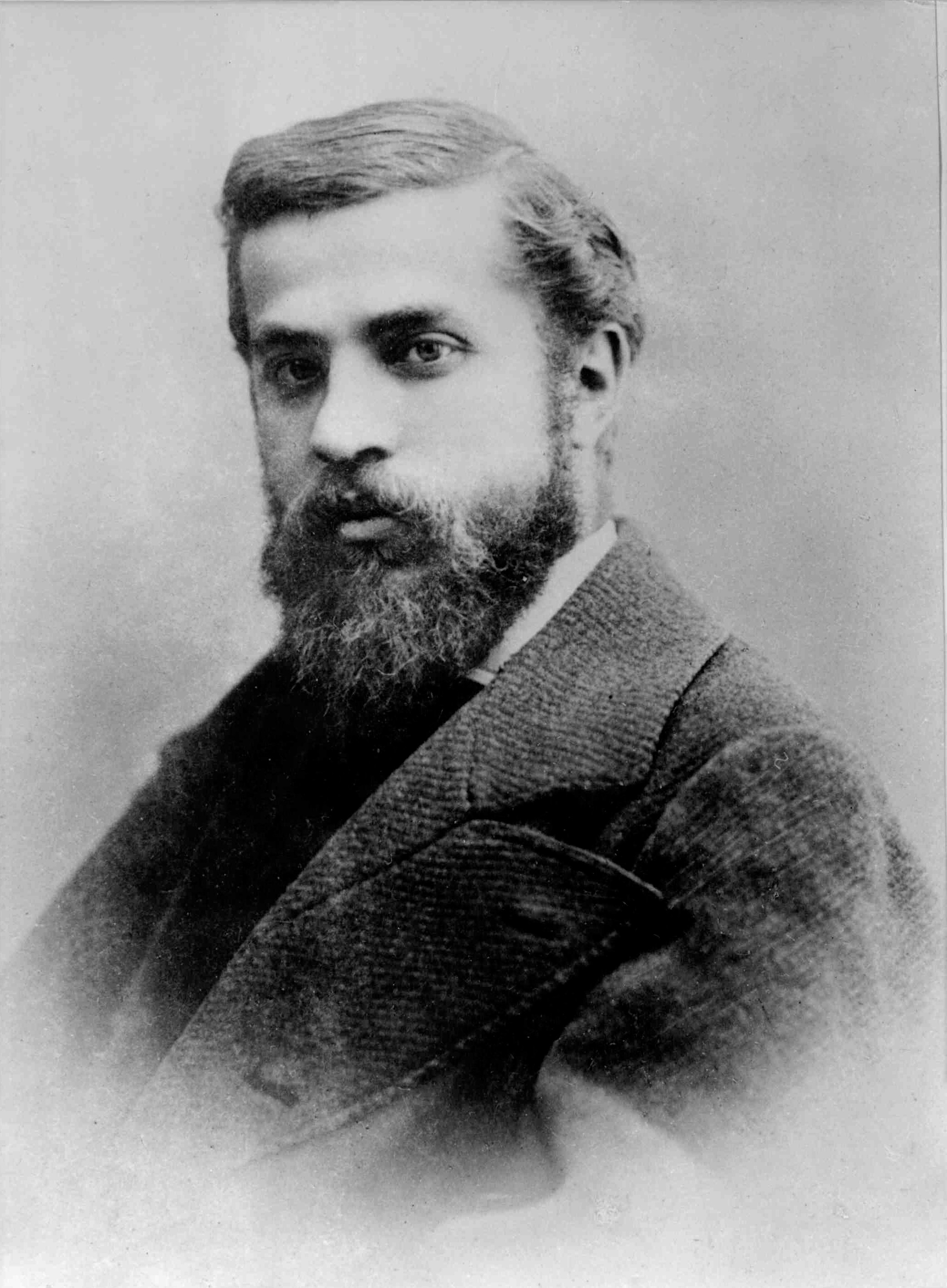
Antoni Gaudí († 10. červen)

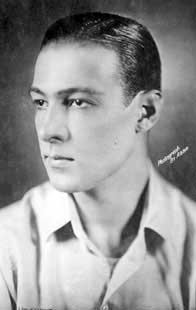
Rudolph Valentino († 23. srpen)

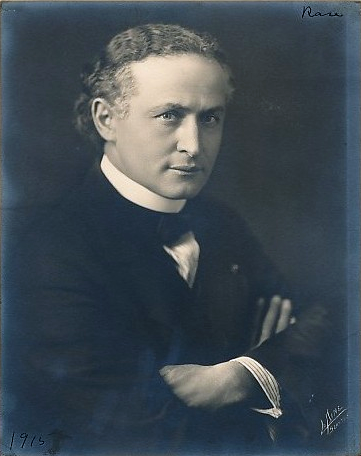
Harry Houdini († 31. říjen)

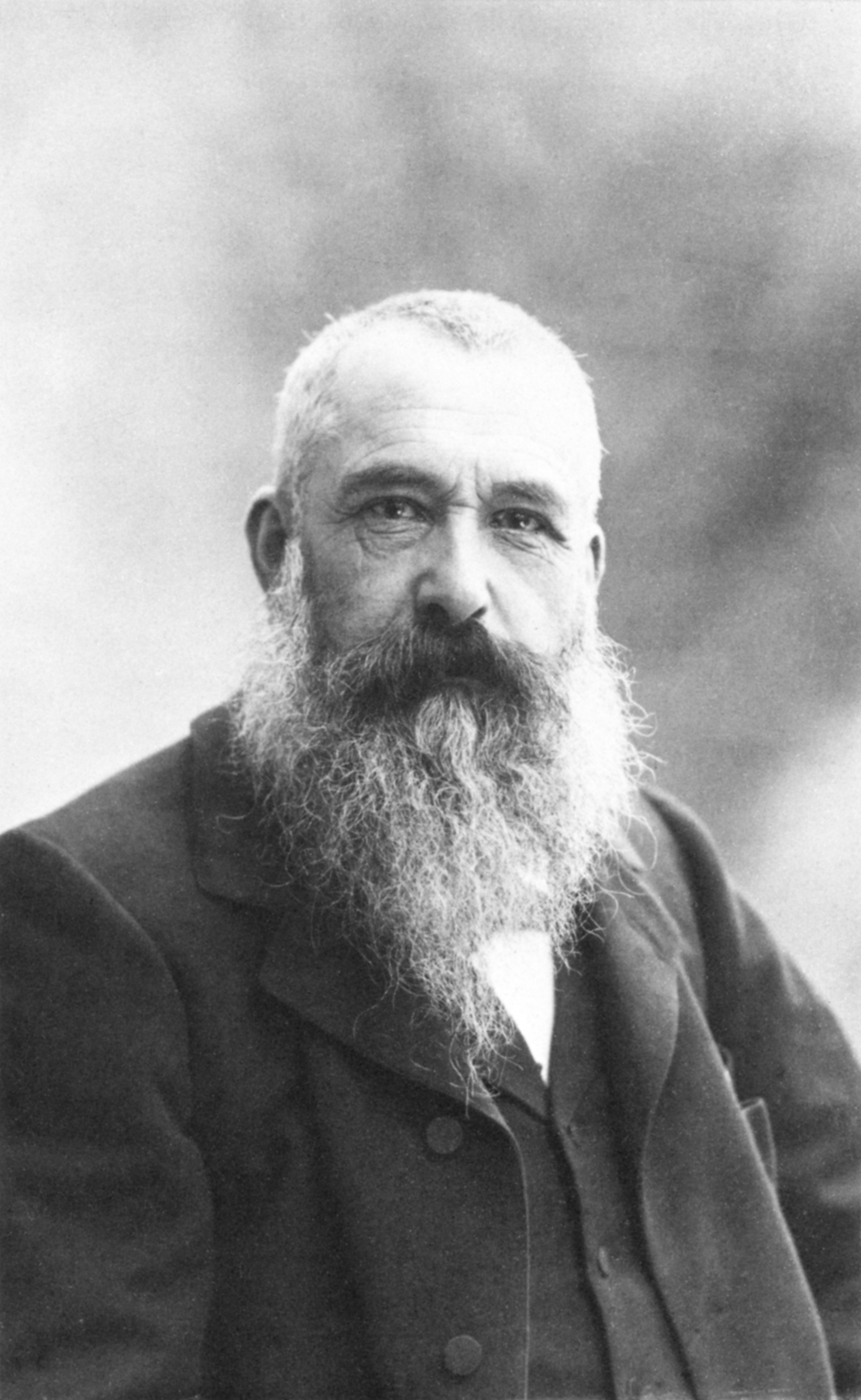
Claude Monet († 5. prosinec)

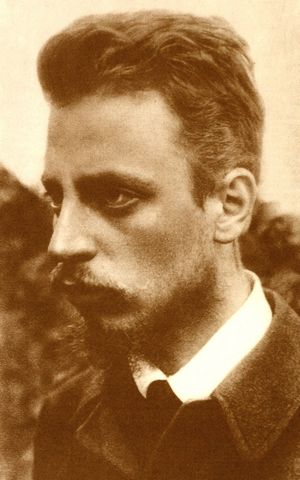
Rainer Maria Rilke († 29. prosinec)

- 4. ledna – Markéta Savojská, italská královna (* 20. listopadu 1851)
- 10. ledna – Eino Leino, finský básník (* 6. července 1878)
- 13. ledna – Erwin von Schwartzenau, ministr vnitra Předlitavska (* 11. září 1858)
- 14. ledna – René Boylesve, francouzský spisovatel (* 14. dubna 1867)
- 15. ledna – Enrico Toselli, italský klavírista a skladatel (* 13. března 1883)
- 16. ledna – Antonín Hlaváček, rakouský malíř (* 7. května 1842)
- 21. ledna – Camillo Golgi, italský lékař a vědec (* 7. července 1843)
- 29. ledna – Miloslav Francisci, slovenský lékař a hudební skladatel (* 30. dubna 1854)
- 2. února – Karl von Weizsäcker, německý politik (* 25. února 1853)
- 3. února – Johannes Lepsius, německý evangelický teolog a orientalista (* 15. prosince 1858)
- 5. února – André Gedalge, francouzský hudební skladatel a pedagog (* 27. prosince 1856)
- 8. února – William Bateson, britský genetik (* 8. srpna 1861)
- 13. února – Francis Ysidro Edgeworth, irský ekonom, matematik a statistik (* 8. únor 1845)
- 21. února – Heike Kamerlingh Onnes, nizozemský fyzik, (* 21. září 1853)
- 23. února – Attilio Hortis, rakouský historik a politik (* 13. března 1850)
- 28. února – Alphonse Louis Nicolas Borrelly, francouzský astronom (* 8. prosince 1842)
- 1. března – Camilo Pessanha, portugalský spisovatel († 7. září 1867)
- 7. března – Pranas Eidukevičius, litevský politik (* 7. října 1869)
- 15. března – Dmitrij Andrejevič Furmanov, ruský spisovatel (* 7. listopadu 1891)
- 17. března
  - Jurij Darahan, ukrajinský básník (* 16. března 1894)
  - Alexej Alexejevič Brusilov, ruský generál jezdectva (* 19. srpna 1853)
- 20. března – Luisa Švédská, dánská královna (* 31. října 1851)
- 22. března – Eduard Kaempffer, německý malíř (* 13. května 1859)
- 24. března
  - Albion Woodbury Small, americký sociolog (* 11. května 1854)
  - Sizzo, kníže schwarzburský (* 3. června 1860)
- 26. března
  - Konstantin Fehrenbach, německý kancléř (* 11. ledna 1852)
  - Georges Vézina, kanadský hokejový brankář (* 21. ledna 1887)
- 29. března – Albert Škarvan, slovenský esperantista (* 31. ledna 1869)
- 30. března – Narcisse Théophile Patouillard, francouzský mykolog (* 2. července 1854)
- 11. dubna – Luther Burbank, americký botanik a šlechtitel (* 7. března 1849)
- 14. dubna – Richard Osvald, slovenský kněz, novinář a politik (* 3. října 1845)
- 18. dubna – Jan Szczepanik, polský chemik a vynálezce (* 13. dubna 1872)
- 24. dubna – Vladimir de Repta, pravoslavný arcibiskup černovický, politik a teolog (* 6. ledna 1842)
- 30. dubna
  - Bessie Colemanová, první americká pilotka (* 26. ledna 1892)
  - Richard Weiskirchner, ministr obchodu Předlitavska (* 24. března 1861)
- 3. května – Knut Wicksell, švédský neoklasický ekonom (* 20. prosince 1851)
- 5. května – Franz von Soxhlet, německý zemědělský chemik (* 13. ledna 1848)
- 16. května – Mehmed VI., osmanský sultán a chalífa, (* 14. ledna 1861)
- 21. května
  - Friedrich Kluge, německý etymolog (* 21. června 1856)
  - Ludwig Grillich, rakouský fotograf (* 1855)
- 25. května – Symon Petljura, prezident Ukrajiny (* 22. května 1879)
- 27. května – Srečko Kosovel, slovinský básník (* 18. března 1904)
- 10. června – Antoni Gaudí, katalánský architekt, významný představitel secese (* 25. června 1852)
- 13. června
  - Nikolaj Čcheidze, gruzínský politik (* 21. března 1864)
  - Matúš Dula, slovenský politik (* 28. června 1846)
  - Gottfried Lindauer, novozélandský malíř českého původu (* 5. ledna 1839)
- 14. června – Mary Cassattová, americká malířka (* 22. května 1844)
- 18. června – Olga Konstantinovna Romanovová, řecká královna (* 3. září 1851)
- 23. června – Friedrich von Georgi, předlitavský politik (* 27. ledna 1852)
- 7. července – Fjodor Osipovič Šechtěl, ruský architekt a malíř (* 7. srpna 1859)
- 12. července – Gertrude Bellová, britská spisovatelka, cestovatelka, horolezkyně, špiónka a archeoložka (* 14. července 1868)
- 14. července – Charles A. Coffin, první prezident společnosti General Electric (* 31. prosince 1844)
- 19. července – Ernst Lecher, rakouský fyzik (* 1. června 1856)
- 20. července – Felix Edmundovič Dzeržinskij, zakladatel a velitel ruské Čeky (* 11. září 1877)
- 22. července – Friedrich von Wieser, rakouský ekonom (* 10. července 1851)
- 23. července – Viktor Michajlovič Vasněcov, ruský malíř (* 15. května 1848)
- 3. srpna – Albert Eichhorn, německý historik náboženství (* 1. října 1856)
- 14. srpna – Me'ir Simcha z Dvinsku, rabín (* 1843)
- 15. srpna – John Hall-Edwards, britský rentgenolog (* 19. prosince 1858)
- 23. srpna – Rudolph Valentino, americký herec (* 6. května 1895)
- 5. září – Karl Harrer, zakládající člen německé dělnické strany (DAP) (* 8. října 1890)
- 7. září – Ján Meličko, slovenský pedagog a hudební skladatel (* 22. prosince 1846)
- 14. září – John Dreyer, irský astronom (* 13. února 1852)
- 16. září – Rudolf Christoph Eucken, německý filozof (* 5. ledna 1846)
- 27. září – Marcelle Lenderová, francouzská zpěvačka a tanečnice (* 1862)
- 1. října – Henry Theophilus Finck, americký hudební kritik (* 22. září 1854)
- 3. října – Jervand Otjan, arménský satirik (* 19. září 1869)
- 5. října – Bartolo Longo, italský katolický laik, blahoslavený (* 10. února 1841)
- 7. října – Emil Kraepelin, německý psychiatr (* 15. února 1856)
- 10. října – Bill Maclagan, skotský ragbista (* 5. dubna 1858)
- 11. října – Hymie Weiss, americký gangster (* 25. ledna 1898)
- 12. října – Edwin Abbott Abbott, anglický pedagog, teolog a spisovatel (* 20. prosince 1838)
- 23. října – Olympia Brownová, americká liberální teoložka, univerzalistická duchovní, publicistka, spisovatelka a bojovnice za ženská práva (* 5. ledna 1835)
- 19. října – Victor Babeș, rumunský lékař, biolog a bakteriolog (* 4. července 1854)
- 31. října – Harry Houdini, americký kouzelník (* 24. března 1874)
- 3. listopadu – Annie Oakleyová, americká střelkyně (* 13. srpna 1860)
- 4. listopadu – Albin Egger-Lienz, rakouský malíř (* 29. ledna 1868)
- 20. října – Eugene V. Debs, americký vůdce odborů (* 5. listopadu 1855)
- 21. listopadu – Zofka Kveder, slovinská spisovatelka (* 22. dubna 1878)
- 24. listopadu – Leonid Krasin, sovětský politik a diplomat (* 15. července 1870)
- 26. listopadu – John Browning, americký konstruktér zbraní (* 23. ledna 1855)
- 4. prosince – Ivana Kobilca, slovinská malířka (* 20. prosince 1861)
- 5. prosince – Claude Monet, francouzský impresionistický malíř (* 4. listopadu 1840)
- 10. prosince – Nikola Pašić, předseda vlády Srbského království (* 18. prosince 1880)
- 13. prosince – Alajos Stróbl, uherský sochař slovenského původu (* 21. června 1856)
- 16. prosince – William Larned, americký tenista (* 30. prosince 1872)
- 24. prosince – Dawid Abrahamowicz, předlitavský politik (* 30. června 1839)
- 25. prosince – Taišó, 123. japonský císař (* 31. srpna 1879)
- 29. prosince – Rainer Maria Rilke, švýcarský básník (* 4. prosince 1875)

## Hlava státu
- Československo
  - Tomáš Garrigue Masaryk
- Litva – Aleksandras Stulginskis/Kazys Grinius(7. 6. – 17. 12.)/Antanas Smetona
- Japonsko – Císař Taišó/Císař Šówa (od 25. 12.)